# Audi 80
Audi 80 a été le nom de quatre générations d'automobiles - du segment intermédiaire-supérieur (familiales) - fabriquées par le constructeur allemand Audi.
La première génération d'Audi 80 a tracé l'avenir de la nouvelle génération de familiales pour tous, basée sur le fameux adage de la marque — « Vorsprung durch Technik » (« L'avance par la technique ») — toujours en application.

## F103
La série Audi F103, sur la base du DKW F102 mais avec une toute nouvelle gamme de moteurs à quatre temps développés en collaboration avec Daimler-Benz, vendus entre 1965 et 1972, comporte plusieurs modèles nommés pour leurs puissances nominales. De 1966 à 1969, cette série comprenait un modèle Audi 80, mais il y avait aussi les 60, 72, 75, et Super Audi 90 disponibles au fil des ans.

## Audi 80 B1

### Genèse
En 1971, un représentant des trois importateurs belges est appelé à l'usine pour mettre au point le lancement de l'Audi 80, et ce, dans un contexte de disparition de la marque NSU, riche en technologies avancées.
Dès le départ, les responsables, dans la tradition dynamique de NSU et Audi, admettent la révision de la charte des teintes, les packs d’équipements standards, les packs d’équipements de confort et de sécurité et surtout les prix de lancement défiant directement les concurrentes dominantes du marché. Très vite, la gamme pour le lancement en Allemagne et en Belgique est née et fixée. Le lancement dans les autres pays européens suit rapidement, avec de légères adaptations d'équipements.
Le plan de relation publique mettait surtout en avant les qualités de l’Audi 80 par les essais sur route de son confort, de ses performances et surtout de sa direction « auto-stabilisante » lors de freinages en catastrophe sur bandes de roulage à « surfaces d'adhésion différentes ». La présentation aux concessionnaires inclut d’office l'essai sur route à pleine charge (4-5 personnes) y compris le test de freinage brutal avec effet auto-stabilisateur. Le succès de ce marketing est immédiat, car il répond aux attentes des clients modernes, dynamiques et exigeants, y compris le prix de Voiture de l'Année 1973.

### Évolutions
Le châssis et la partie mécanique de l'Audi 80 B1 ont été repris par Volkswagen pour le modèle Passat de 1973-1980, qui a été vendu à compter de 1973 (1974 pour la version break). Les changements sont surtout esthétiques : carrosserie fastback à 5 portes et break, optiques avant. La VW Passat fut vendue, sur certains marchés, sous la forme d'un break à 5 portes et 5 places (version Avant) simplement rebadgé Audi et reprenant la face avant de l'Audi 80 B1.
L'Audi 80 B1 connut un profond restylage à l'automne 1976, cette version restylée étant désignée, en interne, comme l'Audi 80 B1 type 82. Les modifications portaient sur la totalité de l'aspect de la face avant, sur les optiques avant (qui sont passés d'une forme ronde à une forme rectangulaire) et arrière et l'intérieur qui fut grandement modernisé. Le nouveau style était repris de l'Audi 100 C2 nouvellement introduite. Le moteur 1,5 L fut remplacé par le 1,6 l, livré avec une puissance de 75 ch avec un carburateur simple corps, de 85 ch avec un carburateur à double corps et de 110 ch avec l'injection (version GTE).
L'Audi 80 B1 a été vendue aux États-Unis sous l'appellation Audi Fox. Elle fut vendue avec les moteurs 1,5 L de 55 ch puis 1,6 L de 83 ch, secondés par une boîte de vitesses manuelle à 4 rapports.
La commercialisation des Audi 80 B1 cessa, en Europe en 1978 et en Amérique du Nord en 1979.

### Caractéristiques

#### Modèles
L'équipement de base, exceptionnel pour cette classe de voiture à l'époque, comprenait le servo-frein, les pneus radiaux, la lunette avec dégivrage arrière, les repose-tête aux sièges avant.
La suspension arrière particulièrement ingénieuse est considérée à l'époque du lancement de l'Audi 80 comme le nec plus ultra de la simplicité et du faible encombrement[réf. nécessaire] même s'il empêche le réservoir d'être implanté sous la banquette arrière. Malgré cela, son principe sera repris sur les générations B2 et B3 (coupés et cabriolets compris).
Il y avait plusieurs niveaux d'équipement, chacun étant désigné par un code-lettres : L, LS, GLS, GLX. Les GT et GTE étaient les versions à vocation sportive.
| Modèle                                                                                   | Motorisation   |
| ---------------------------------------------------------------------------------------- | -------------- |
| Audi 80, Audi 80 L (1972–1978)                                                           | 40 kW (55 ch)  |
| Audi 80 S (1972–1975) Audi 80 LS (1972–1975) Audi 80 GLS (1975–1978)                     | 55 kW (75 ch)  |
| Audi 80 GL (1972–1978) Audi 80 LS (1976–1978) Audi 80 GLS (1976–1978) Audi 80 GLX (1978) | 63 kW (85 ch)  |
| Audi 80 GT (1973–1975)                                                                   | 74 kW (100 ch) |
| Audi 80 GTE (1975–1978)                                                                  | 81 kW (110 ch) |

#### Motorisations
Les motorisations montés initialement étaient :
- le 1 300 cm3 en version 55 ch (code d'identification : ZA) ou 60 ch (code d'identification : ZF);
- le 1 500 cm3 (75 ch) (code d'identification : ZB) ou 85 ch (code d'identification : ZC).

Ces motorisations permettaient de maintenir une consommation de carburant de moins de 9 l aux 100 km. Une version 1,6 L (code d'identification : XX), de 100 ch (version GT), fut extrapolée, dès 1973, à partir du bloc 1,5 L, 85 ch, à carburateur à double corps. Elles furent reprises, par les modèles Volkswagen, sur la VW Passat (1973), la Scirocco I et la Golf I (1974).
Les modèles à 2 et 4 portes étaient disponibles en version de base avec les moteurs 55 ch (appellation Audi 80), 60 ch (appellation S), en version « luxe » avec les moteurs 55 et 60 ch (appellation L) ainsi qu'avec le 75 ch (appellation LS) et en version « grand luxe » avec le moteur 85 ch (appellation GL). En septembre 1973, la 80 GT (uniquement en 2 portes) fit son apparition avec le moteur 1,6 L.
|                          | 80 (L) | 80 S, LS | 80 GL | 80 GT | 80 S, LS, GL1 | 80 GL2 | 80 GTE |
| ------------------------ | --- | --- | --- | --- | --- | --- | --- |
| Moteur                   | Moteur 4 temps, 4 cylindres, refroidi par eau, implanté longitudinalement et incliné à 20° sur la droite                                                                    | Moteur 4 temps, 4 cylindres, refroidi par eau, implanté longitudinalement et incliné à 20° sur la droite                                                                    | Moteur 4 temps, 4 cylindres, refroidi par eau, implanté longitudinalement et incliné à 20° sur la droite                                                                    | Moteur 4 temps, 4 cylindres, refroidi par eau, implanté longitudinalement et incliné à 20° sur la droite                                                                    | Moteur 4 temps, 4 cylindres, refroidi par eau, implanté longitudinalement et incliné à 20° sur la droite                                                                    | Moteur 4 temps, 4 cylindres, refroidi par eau, implanté longitudinalement et incliné à 20° sur la droite                                                                    | Moteur 4 temps, 4 cylindres, refroidi par eau, implanté longitudinalement et incliné à 20° sur la droite                                                                    |
| Mélange air-carburant    | Carburateur mono-corps Solex à starter automatique Moteurs 63 et 74 kW : Carburateur double-corps Fallstrom à starter automatique Moteur 81 kW : injection Bosch K-Jetronic | Carburateur mono-corps Solex à starter automatique Moteurs 63 et 74 kW : Carburateur double-corps Fallstrom à starter automatique Moteur 81 kW : injection Bosch K-Jetronic | Carburateur mono-corps Solex à starter automatique Moteurs 63 et 74 kW : Carburateur double-corps Fallstrom à starter automatique Moteur 81 kW : injection Bosch K-Jetronic | Carburateur mono-corps Solex à starter automatique Moteurs 63 et 74 kW : Carburateur double-corps Fallstrom à starter automatique Moteur 81 kW : injection Bosch K-Jetronic | Carburateur mono-corps Solex à starter automatique Moteurs 63 et 74 kW : Carburateur double-corps Fallstrom à starter automatique Moteur 81 kW : injection Bosch K-Jetronic | Carburateur mono-corps Solex à starter automatique Moteurs 63 et 74 kW : Carburateur double-corps Fallstrom à starter automatique Moteur 81 kW : injection Bosch K-Jetronic | Carburateur mono-corps Solex à starter automatique Moteurs 63 et 74 kW : Carburateur double-corps Fallstrom à starter automatique Moteur 81 kW : injection Bosch K-Jetronic |
| Cylindrée                | 1 297 cm3 | 1 471 cm3 | 1 471 cm3 | 1 588 cm3 | 1 588 cm3 | 1 588 cm3 | 1 588 cm3 |
| Course × Alésage         | 75,0 × 73,4 mm | 76,5 × 80,0 mm | 76,5 × 80,0 mm | 79,5 × 80,0 mm | 79,5 × 80,0 mm | 79,5 × 80,0 mm | 79,5 × 80,0 mm |
| Puissance maxi kW (ch)   | 40 (55) à 5 500 tr/min | 55 (75) à 5 800 tr/min | 63 (85) à 5 800 tr/min | 74 (100) à 6 000 tr/min | 55 (75) à 5 600 tr/min | 63 (85) à 5 600 tr/min | 81 (110) à 6 100 tr/min |
| Transmission             | Boîte de vitesses manuelle à 4 rapports synchronisés, implantée derrière l'axe de transmission avant Boîte de vitesses automatique à 3 rapports                             | Boîte de vitesses manuelle à 4 rapports synchronisés, implantée derrière l'axe de transmission avant Boîte de vitesses automatique à 3 rapports                             | Boîte de vitesses manuelle à 4 rapports synchronisés, implantée derrière l'axe de transmission avant Boîte de vitesses automatique à 3 rapports                             | Boîte de vitesses manuelle à 4 rapports synchronisés, implantée derrière l'axe de transmission avant Boîte de vitesses automatique à 3 rapports                             | Boîte de vitesses manuelle à 4 rapports synchronisés, implantée derrière l'axe de transmission avant Boîte de vitesses automatique à 3 rapports                             | Boîte de vitesses manuelle à 4 rapports synchronisés, implantée derrière l'axe de transmission avant Boîte de vitesses automatique à 3 rapports                             | Boîte de vitesses manuelle à 4 rapports synchronisés, implantée derrière l'axe de transmission avant Boîte de vitesses automatique à 3 rapports                             |
| Direction                | direction à crémaillère | direction à crémaillère | direction à crémaillère | direction à crémaillère | direction à crémaillère | direction à crémaillère | direction à crémaillère |
| Suspension avant         | Suspension de type McPherson, barre stabilisatrice, freins à disques | Suspension de type McPherson, barre stabilisatrice, freins à disques | Suspension de type McPherson, barre stabilisatrice, freins à disques | Suspension de type McPherson, barre stabilisatrice, freins à disques | Suspension de type McPherson, barre stabilisatrice, freins à disques | Suspension de type McPherson, barre stabilisatrice, freins à disques | Suspension de type McPherson, barre stabilisatrice, freins à disques |
| Suspension arrière       | Suspension à poutre de torsion, Barre Panhard Amortisseurs hydrauliques télescopiques Freins à tambour de 180 mm de Ø (180 mm de Ø sur GT, GTE et automatiques)             | Suspension à poutre de torsion, Barre Panhard Amortisseurs hydrauliques télescopiques Freins à tambour de 180 mm de Ø (180 mm de Ø sur GT, GTE et automatiques)             | Suspension à poutre de torsion, Barre Panhard Amortisseurs hydrauliques télescopiques Freins à tambour de 180 mm de Ø (180 mm de Ø sur GT, GTE et automatiques)             | Suspension à poutre de torsion, Barre Panhard Amortisseurs hydrauliques télescopiques Freins à tambour de 180 mm de Ø (180 mm de Ø sur GT, GTE et automatiques)             | Suspension à poutre de torsion, Barre Panhard Amortisseurs hydrauliques télescopiques Freins à tambour de 180 mm de Ø (180 mm de Ø sur GT, GTE et automatiques)             | Suspension à poutre de torsion, Barre Panhard Amortisseurs hydrauliques télescopiques Freins à tambour de 180 mm de Ø (180 mm de Ø sur GT, GTE et automatiques)             | Suspension à poutre de torsion, Barre Panhard Amortisseurs hydrauliques télescopiques Freins à tambour de 180 mm de Ø (180 mm de Ø sur GT, GTE et automatiques)             |
| Carrosserie              | Acier | Acier | Acier | Acier | Acier | Acier | Acier |
| Vitesse maximale en km/h | 147 | 160 1553 | 168 1633 | 173 | 160 1563 | 170 1663 | 181 |

1depuis 1976 : S, LS, GLS
2depuis 1976 : LS et GLS
3avec boîte automatique

### Galerie

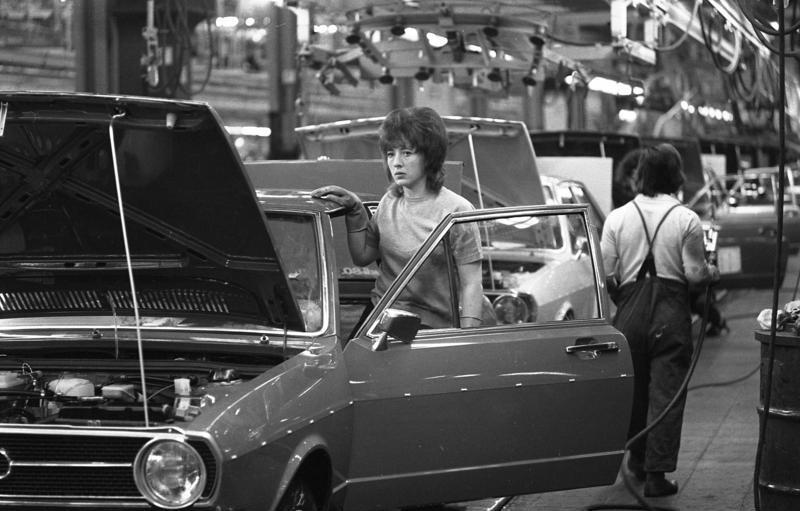
L'usine de Wolfsbourg
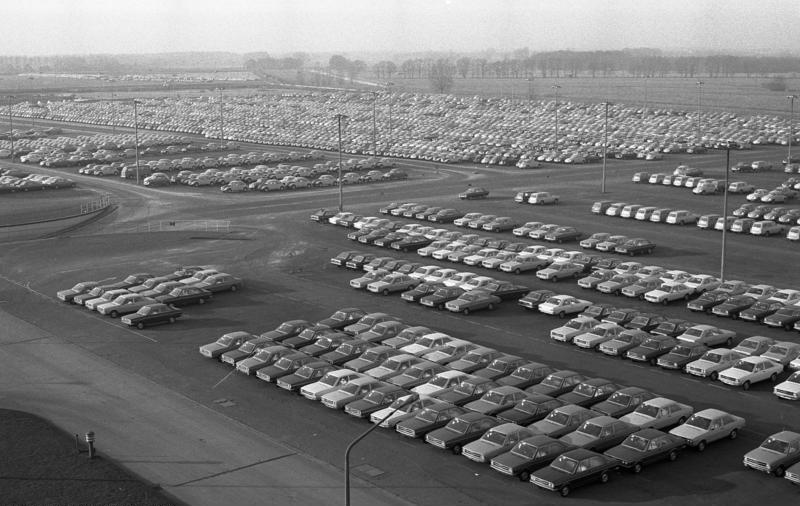
Le parking de l'usine de Wolfsbourg
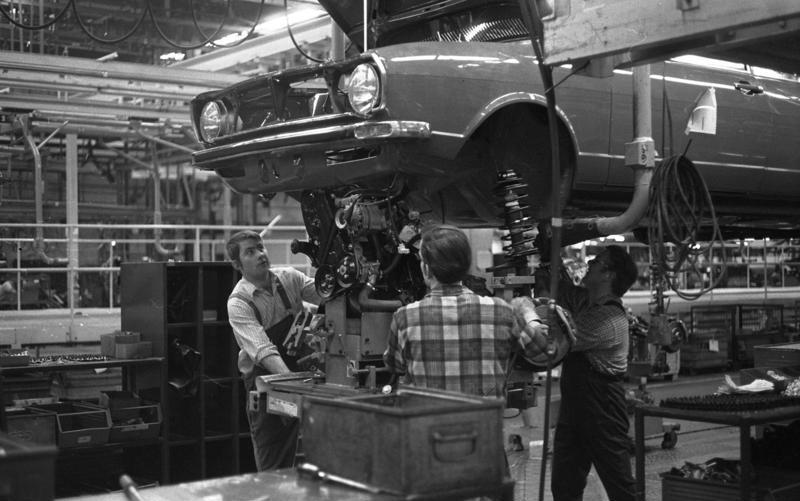
La chaîne de montage à l'usine de Wolfsbourg
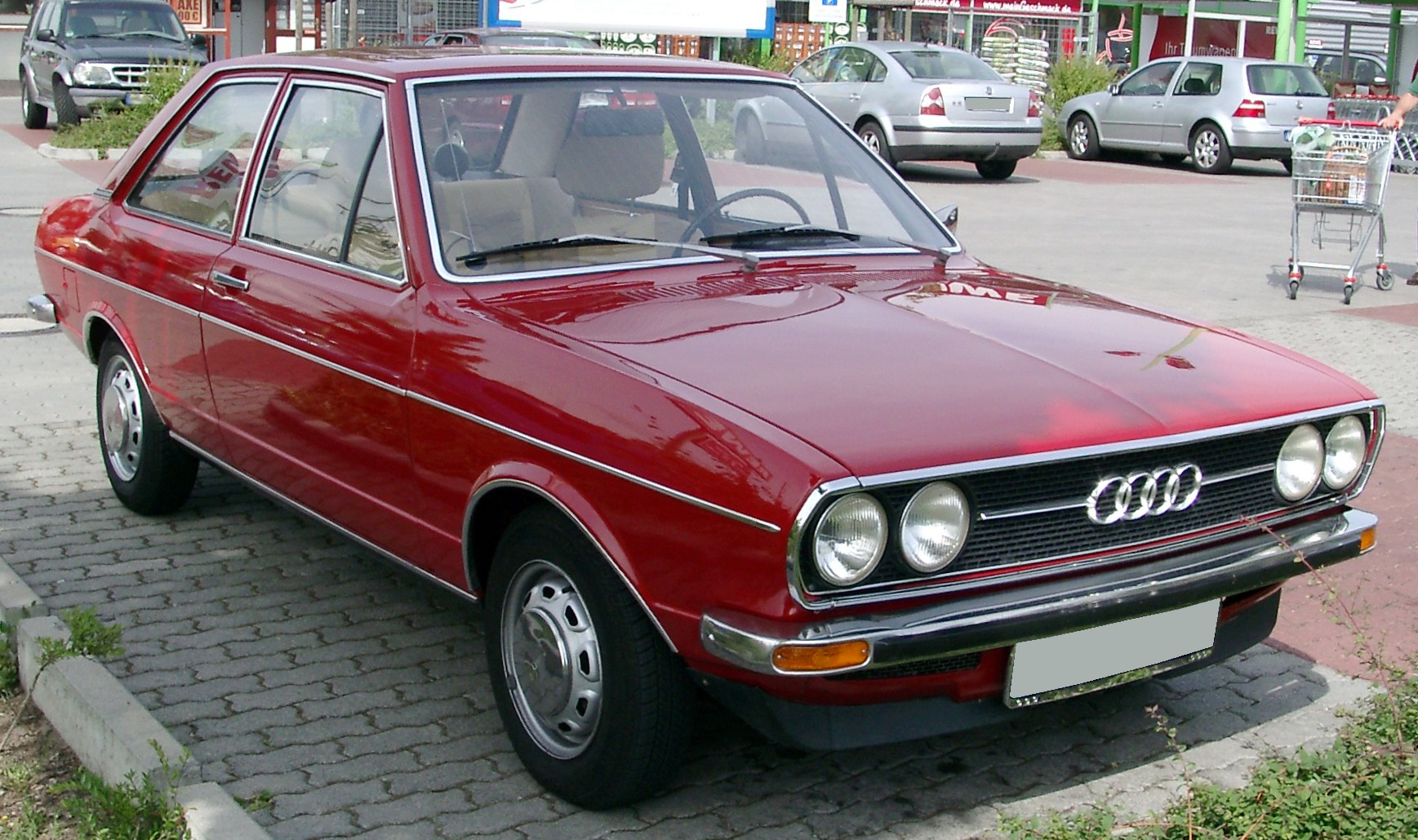
Face avant de l'Audi 80 B1 type 80
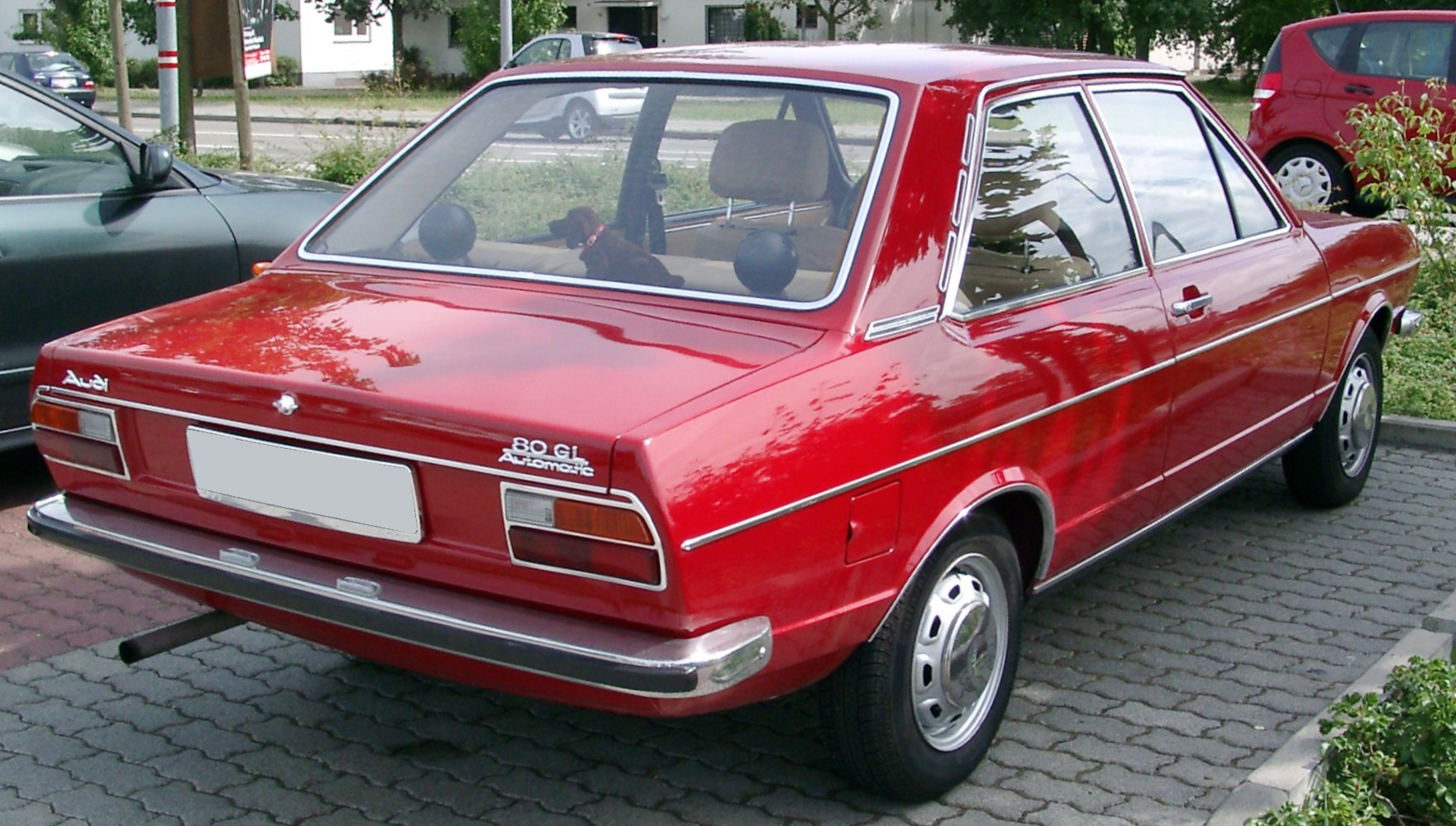
Face arrière de l'Audi 80 B1 type 80
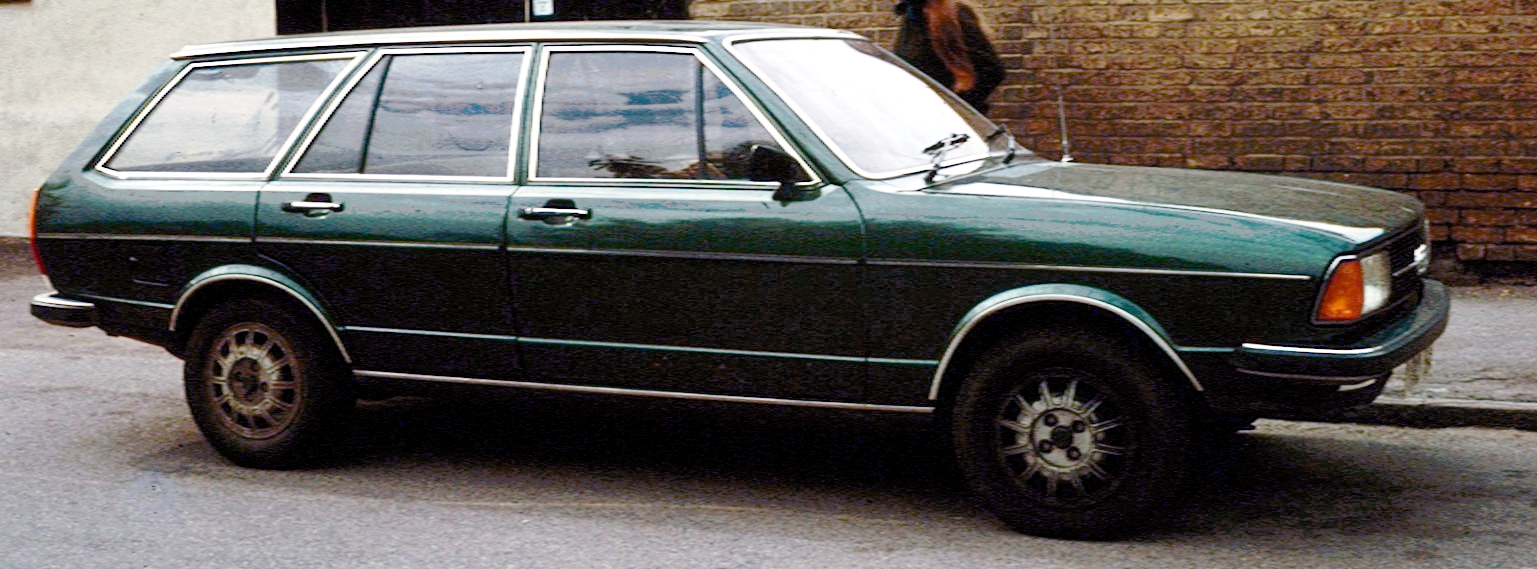
Audi 80 B2 Phase1 break
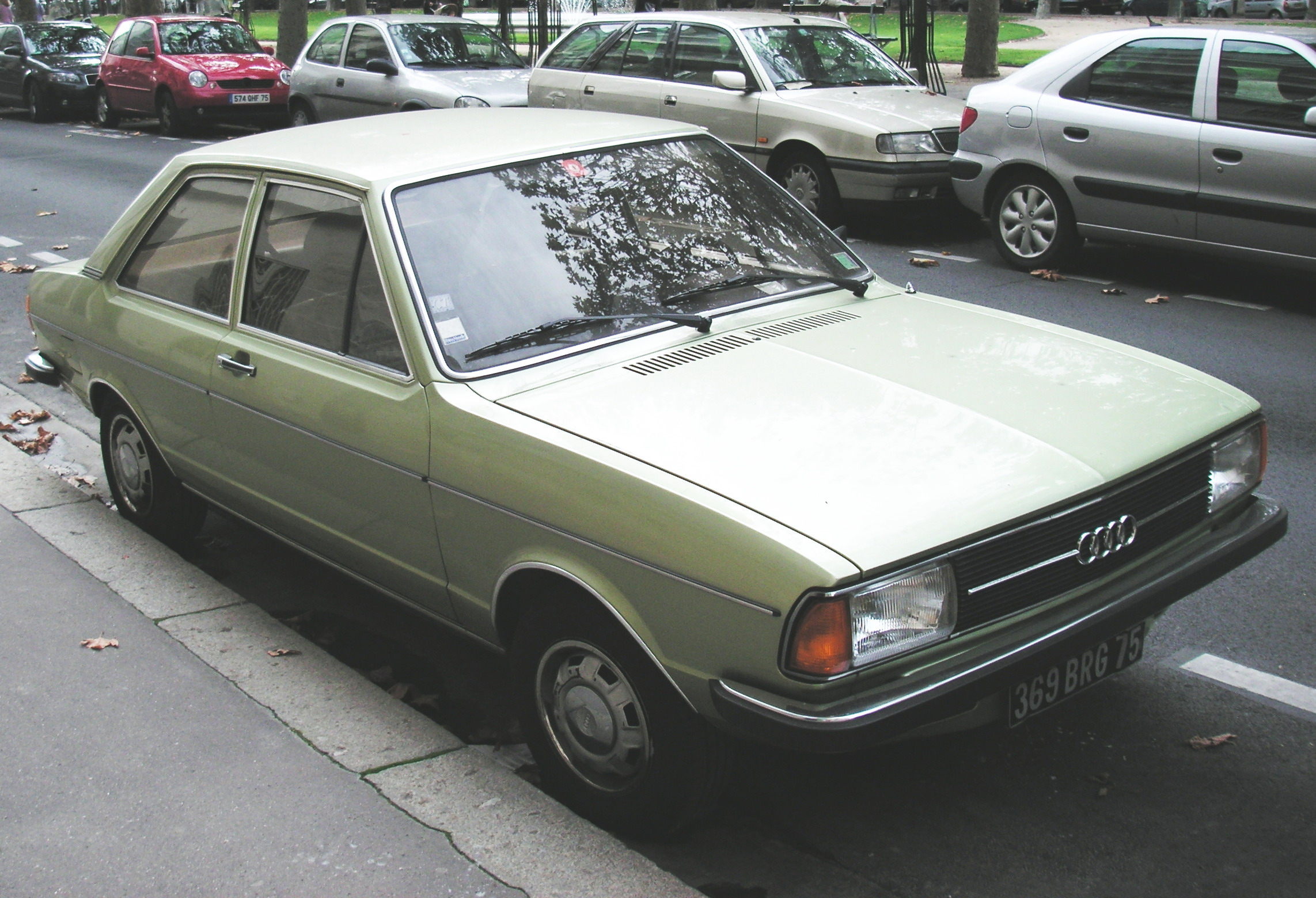
Face avant de l'Audi 80 B1 type 82 en version 2 portes
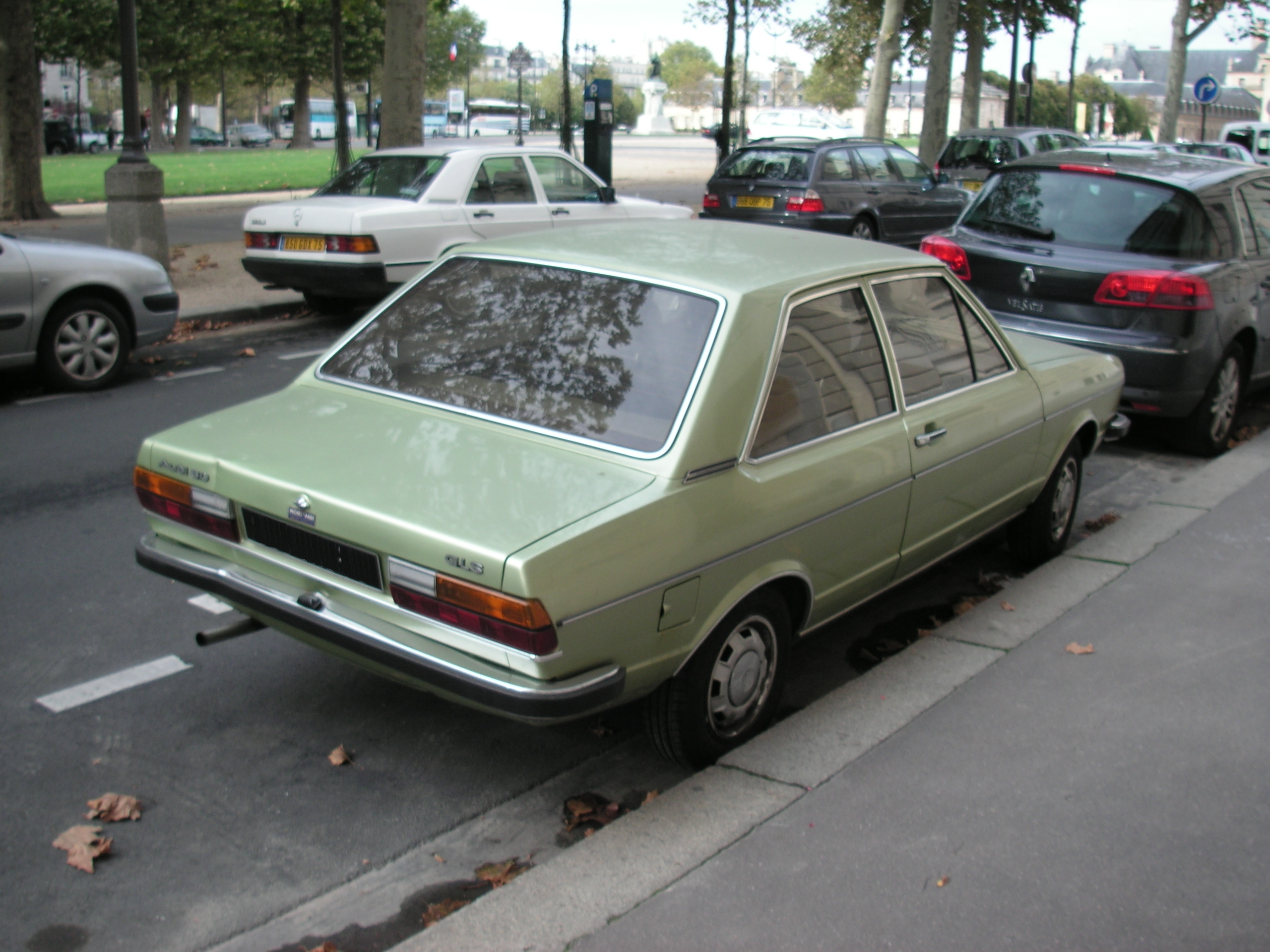
Face arrière de l'Audi 80 B1 type 82 en version 2 portes

## Audi 80 B2

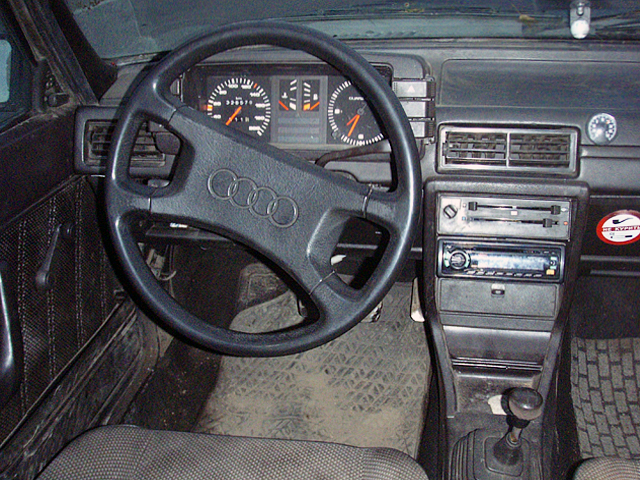
Tableau de bord de l'Audi 80 B2 phase 1.

En 1978 apparut la seconde génération (B2) d'Audi 80. Tout comme la première Audi 100, elle fut dessinée par Giorgetto Giugiaro.
Pour améliorer son niveau de sécurité active, l'Audi 80 reçut, dès 1984 la transmission intégrale ; ces versions de l'Audi 80 portaient l'appellation Quattro, reprise du coupé du même nom. Au début réservée au 5 cylindres 2,1 l de (136 ch), elle sera proposée, à partir du restylage de 1984, sur toute la gamme essence à partir de la version CC de 90 ch.
Lors de ce restylage, l'aspect extérieur (boucliers, calandre, malle arrière plus importante), l'aspect intérieur (planche de bord, finition) et, surtout, les motorisations évoluent. Le 5 cylindres disparaît de la gamme 80 puisqu'il est réservé, dès lors, à l'Audi 90.

### Motorisations
L'Audi 80 B2 est d'abord équipée du 1,3 L de la 50 et du 1,6 L carburateur et injection (version GLE, remplaçante plus bourgeoise de la GTE) développant respectivement 60, 85 et 110 ch. Pour la première fois dans la gamme, une version diesel apparaît, reprenant la motorisation déjà utilisée dans la Golf. Puis, pour 1982, elle reçoit le 1,9 L 5 cylindres développant 115 ch issu du coupé GT et réservé à la version « luxe » CD. En 1982, le 1,3 L laisse sa place à un nouveau moteur dérivé du 1,6 L et développant la même puissance que précédemment. L'année suivante, le 1,6 L est remplacé par un nouveau 1,6 L et un 1,8 L développant 90 et 112 ch selon le mode d'alimentation. Cette dernière puissance étant dévolue à la nouvelle version GTE qui replace la GLE en redevenant plus sportive, faisant même de l'ombre à la petite cousine de Wolfsbourg, la Golf GTI.
| Moteur                      | 44 kW (60 ch)                   | 51 kW (70 ch)                   | 55 kW (75 ch)                   | 63 kW (85 ch)                   | 55 kW (75 ch)                   | 68 kW (90 ch)                   | 82 kW (112 ch)                | 85 kW (115 ch)                  | 40 kW (54 ch)              |
| Cylindrée                   | 1 297 (4 cylindres carburateur) | 1 588 (4 cylindres carburateur) | 1 588 (4 cylindres carburateur) | 1 588 (4 cylindres carburateur) | 1 595 (4 cylindres carburateur) | 1 781 (4 cylindres carburateur) | 1 781 (4 cylindres injection) | 1 921 (5 cylindres carburateur) | 1 588 (4 cylindres diesel) |
| Puissance maxi (ch)         | 60 à 5 600 tr/min               | 70 à 5 200 tr/min               | 75 à 5 600 tr/min               | 85 à 5 600 tr/min               | 75 à 5 200 tr/min               | 90 à 5 200 tr/min               | 112 à 5 800 tr/min            | 115 à 5 900 tr/min              | 54 à 4 800 tr/min          |
| Couple maxi (N m)           | 100 N m à 3 500 tr/min          | 123 N m à 3 000 tr/min          | 122 N m à 3 200 tr/min          | 125 N m à 3 200 tr/min          | 125 N m à 3 000 tr/min          | 145 N m à 3 300 tr/min          | 160 N m à 3 500 tr/min        | 154 N m à 3 700 tr/min          | 100 N m à 2 300 tr/min     |
| Dimensions (L × L × h) (mm) | 4 383 1 682 1 379               | 4 383 1 682 1 379               | 4 383 1 682 1 379               | 4 383 1 682 1 379               | 4 383 1 682 1 379               | 4 383 1 682 1 379               | 4 383 1 682 1 374             | 4 383 1 682 1 379               | 4 383 1 682 1 379          |
| Poids (kg)                  | 930                             | 930                             | 930                             | 930                             | 950                             | 950                             | 980                           | 1 000                           | 990                        |
| Vitesse maxi (km/h)         | 150                             | 158                             | 160                             | 165                             | 165                             | 168                             | 184                           | 182                             | 148                        |
| 0-100 km/h (secondes)       | 15,5                            | 14                              | 13,8                            | 12,1                            | 12,5                            | 11                              | 9,2                           | 10,3                            | 18,7                       |
| Consommation 90/120/ville   | 5,3 /7,0/ 8,8                   |                                 | 6,6 /8,6/ 10,8                  | 6,1 /8,0/ 11,5                  |                                 |                                 |                               | 6,5 /8,5/ 12,6                  |                            |

### Versions dérivées
À partir de l'Audi 80 classique, plusieurs versions dérivées furent conçues.

#### Audi 90B2
L'Audi 90 apparaît lors du restylage d'août 1984. En fait, ce n'est qu'une Audi 80 mais livrée dans des versions plus luxueuses et équipées de moteurs plus puissants. Cette politique commerciale d'Audi permet de mieux distinguer les modèles classiques des modèles haut de gamme et de mieux valoriser ces derniers.
Compte tenu de sa vocation, la 90 est dotée de deux moteurs essence de 5 cylindres en ligne (2,0 litres, 115 ch ; 2,2 litres, 136 ch). En 1986 est ajoutée une version diesel, équipée d'un 4 cylindres en ligne turbo-compressé (1 588 litres, 70 ch) ; celle-ci n'a pas été importée en France.
| Essence       | Essence | Essence   | Essence         | Essence          | Essence                     |
| Modèle        | Type    | Cylindrée | Puissance       | Vitesse maximale | Accélération (0 à 100 km/h) |
| ------------- | ------- | --------- | --------------- | ---------------- | --------------------------- |
| 2.0           | 81      | 1 994 cm3 | 85 kW (115 ch)  | 187 km/h         | 9,5 s.                      |
| 2.0 catalysée | 81      | 1 994 cm3 | 84 kW (113 ch)  | 181 km/h         | 11,7 s.                     |
| 2.2           | 81      | 2 226 cm3 | 100 kW (136 ch) | 200 km/h         | 8,6 s.                      |
| 2.2 catalysée | 81      | 2 226 cm3 | 85 kW (115 ch)  | 187 km/h         | 9,5 s.                      |
| 2.2           | 85      | 2 226 cm3 | 100 kW (136 ch) | 200 km/h         | 9 s.                        |
| 2.2 catalysée | 85      | 2 226 cm3 | 88 kW (120 ch)  | 189 km/h         | 9,6 s.                      |
| Diesel        |         |           |                 |                  |                             |
| Modèle        | Type    | Cylindrée | Puissance       | Vitesse maximale | Accélération (0 à 100 km/h) |
| 1.6 TD        | 81      | 1 588 cm3 | 51 kW (70 ch)   | 160 km/h         | 14,4 s.                     |

#### Audi 4000
Audi 4000 est l'appellation qui fut donnée, en Amérique du Nord, aux Audi 80 puis 90 B2. Elle comportait quelques modifications esthétiques et techniques pour adapter cette voiture au marché.
Les moteurs disponibles étaient tous des 5 cylindres catalysés dont les puissances étaient réduites à cause des normes de pollution américaines plus sévères : le 2,2 L ne faisait par exemple plus que 115 ch.
La 4000 phase 1 avait des pare-chocs plus imposants dont la forme disgracieuse fut dictée par les normes de choc plus sévères outre-Atlantique. Elle disposait également de la calandre 4 phares des Quattro et Coupé GT.
Par la suite, seule la face avant changeait entre la 4000 phase 2 et la 90, la calandre reprenait celle de la 80 et les anti-brouillard et clignotants (devenus sidemarkers) échangeaient leurs places.
L'équipement était plus complet avec entre autres un intérieur cuir et la climatisation de série.

#### Audi Coupé GT
L'Audi Coupé GT est la version coupé de l'Audi 80 B2. Elle a été conçue au même moment que l'Audi Quattro mais le Coupé GT est apparu au catalogue, en septembre 1980, 6 mois après son dérivé à hautes performances. Elle fut d'abord dotée d'un 5 cylindres en ligne de 1,9 l. En 1983, le 1,9 l fut remplacé par un moteur 5 cylindres en ligne de 1 994 cm3 et un 2 144 cm3 fut rajouté au catalogue, tous deux à injection. Des versions à 4 cylindres en ligne de 1,6 l et 1,8 l furent également disponibles (coupé GL non commercialisés en France).
Motorisations des Audi Coupé B2 (Type 85) de 1980 à 1984
| Version   | Moteur                                                                         | Puissance max.        | Vitesse max. | 0 à 100 km/h | Années de production |
| --------- | ------------------------------------------------------------------------------ | --------------------- | ------------ | ------------ | -------------------- |
| GL 1.6    | Essence, 4 cyl. en ligne, 1 588 cm3, carburateur double corps inversé Pierburg | 75 ch à 5 600 tr/min  | 161 km/h     | 13,7 s       | 1983-1984            |
| 1.8 GL    | Essence, 4 cyl. en ligne, 1 781 cm3, carburateur double corps inversé Pierburg | 90 ch à 5 200 tr/min  | 170 km/h     | 11,0 s       | 1983-1984            |
| GT 5S 1.9 | Essence, 5 cyl. en ligne, 1 921 cm3, carburateur double corps inversé Pierburg | 115 ch à 5 900 tr/min | 185 km/h     | 10,2 s       | 1980-1983            |
| GT 5E 2.0 | Essence, 5 cyl. en ligne, 1 994 cm3, injection Bosch K-Jetronic                | 115 ch à 5 400 tr/min | 186 km/h     | 9,9 s        | 1983-1984            |
| GT 5E 2.1 | Essence, 5 cyl. en ligne, 2 144 cm3, injection Bosch K-Jetronic                | 130 ch à 5 900 tr/min | 196 km/h     | 9,1 s        | 1983-1984            |

En 1984, le Coupé GT bénéficia - tout comme la 80 de base - d'un important restylage (modèle 1985). En outre, le moteur 2 144 cm3 est remplacé par un 2 226 cm3 monté tant sur des versions 2 que 4 roues motrices (Coupé Quattro).
 Motorisations des Audi Coupé B2 (Type 85) de 1984 à 1987
| Version      | Moteur                                                                           | Puissance max.        | Vitesse max. | 0 à 100 km/h | Années de production |
| ------------ | -------------------------------------------------------------------------------- | --------------------- | ------------ | ------------ | -------------------- |
| 1.8          | Essence, 4 cyl. en ligne, 1 781 cm3, carburateur double corps inversé Pierburg   | 90 ch à 5 200 tr/min  | 172 km/h     | 11,0 s       | 1984-1987            |
| 1.8 kat.     | Essence, 4 cyl. en ligne, 1 781 cm3, carburateur double corps inversé, catalysée | 88 ch à 52 700 tr/min | 170 km/h     | 12,0 s       | 1984-1987            |
| 1.8i kat.    | Essence, 4 cyl. en ligne, 1 781 cm3, injection Bosch KE-Jetronic, catalysée      | 90 ch à 5 500 tr/min  | 172 km/h     | 11,0 s       | 1984-1987            |
| GT 1.8i      | Essence, 4 cyl. en ligne, 1 781 cm3, injection Bosch K-Jetronic                  | 112 ch à 5 800 tr/min | 187 km/h     | 9,2 s        | 1986-1987            |
| GT 1.8i kat. | Essence, 4 cyl. en ligne, 1 781 cm3, injection Bosch KE-Jetronic, catalysée      | 110 ch à 5 500 tr/min | 186 km/h     | 9,5 s        | 1986-1987            |
| GT 2.0       | Essence, 5 cyl. en ligne, 1 994 cm3, injection K-Jetronic                        | 115 ch à 5 400 tr/min | 186 km/h     | 9,5 s        | 1984-1986            |
| GT 2.2       | Essence, 5 cyl. en ligne, 2 226 cm3, injection K-Jetronic                        | 136 ch à 5 700 tr/min | 202 km/h     | 8,6 s        | 1984-1987            |
| GT 2.2i kat. | Essence, 5 cyl. en ligne, 2 226 cm3, injection Bosch KE-Jetronic, catalysée      | 115 ch à 5 500 tr/min | 189 km/h     | 9,5 s        | 1984-1987            |
| Quattro 2.2i | Essence, 5 cyl. en ligne, 2 226 cm3, injection Bosch K-Jetronic                  | 136 ch à 5 700 tr/min | 202 km/h     | 8,9 s        | 1984-1987            |

#### Audi Quattro
L'Audi Quattro est la version la plus sportive de l'Audi 80. Elle ne doit pas être confondue avec l'Audi Coupé Quattro dont elle dérive. Les deux modèles sont des coupés dotés de la transmission intégrale permanente mais la Quattro est dotée d'un moteur suralimenté. Elle est facilement reconnaissable grâce à ses ailes élargies et ses pare-chocs spécifiques.

### Galerie

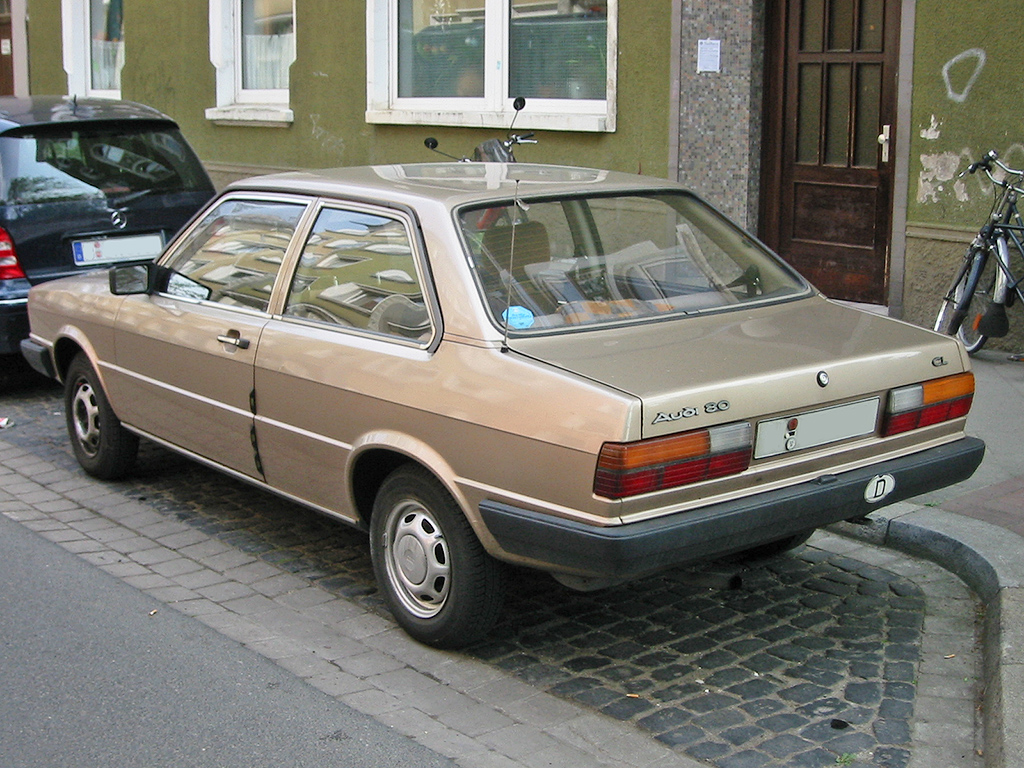
Face arrière de l'Audi 80 B2 Phase 1 à 2 portes
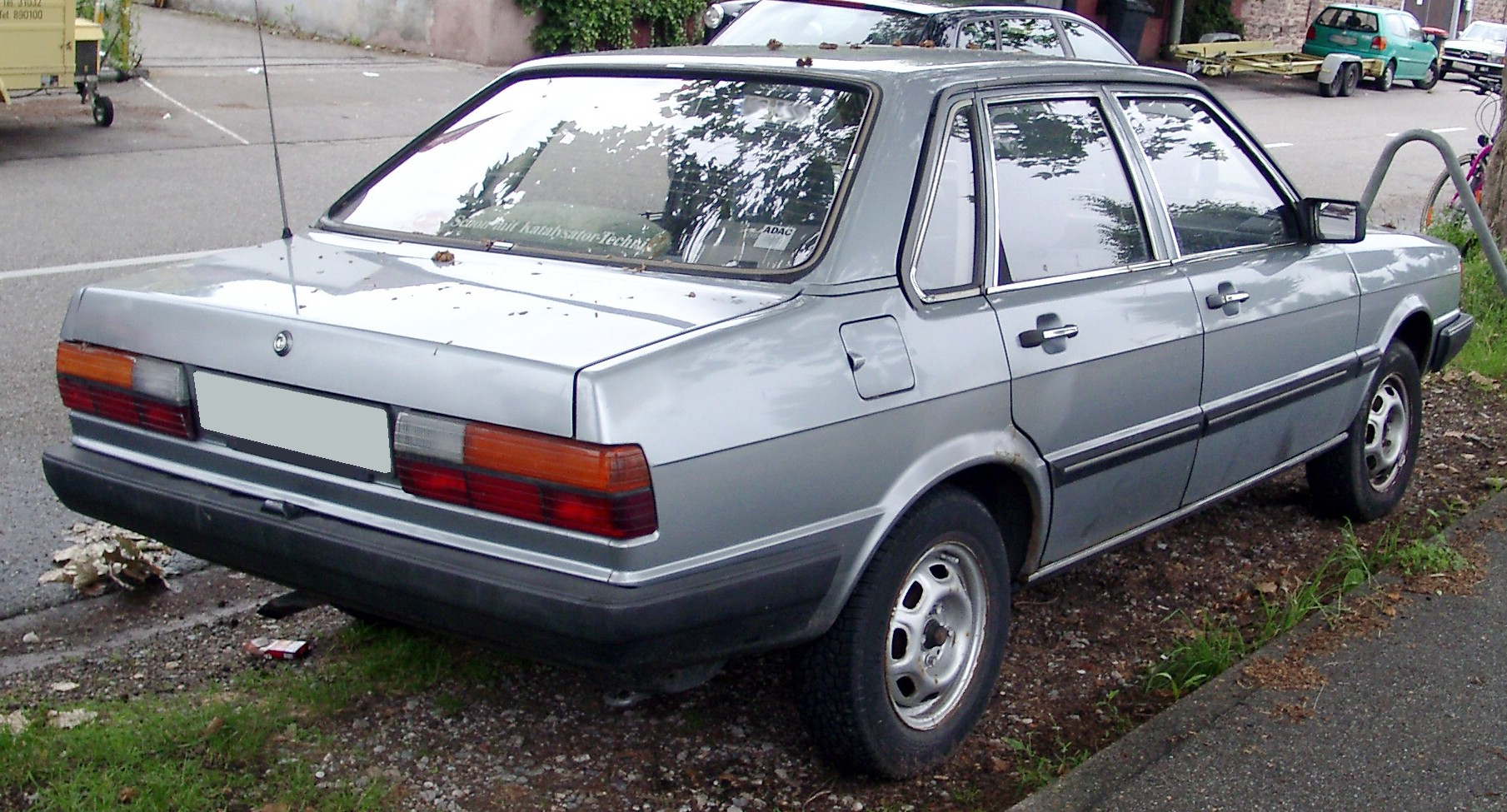
Face arrière de l'Audi 80 B2 Phase 1 à 4 portes
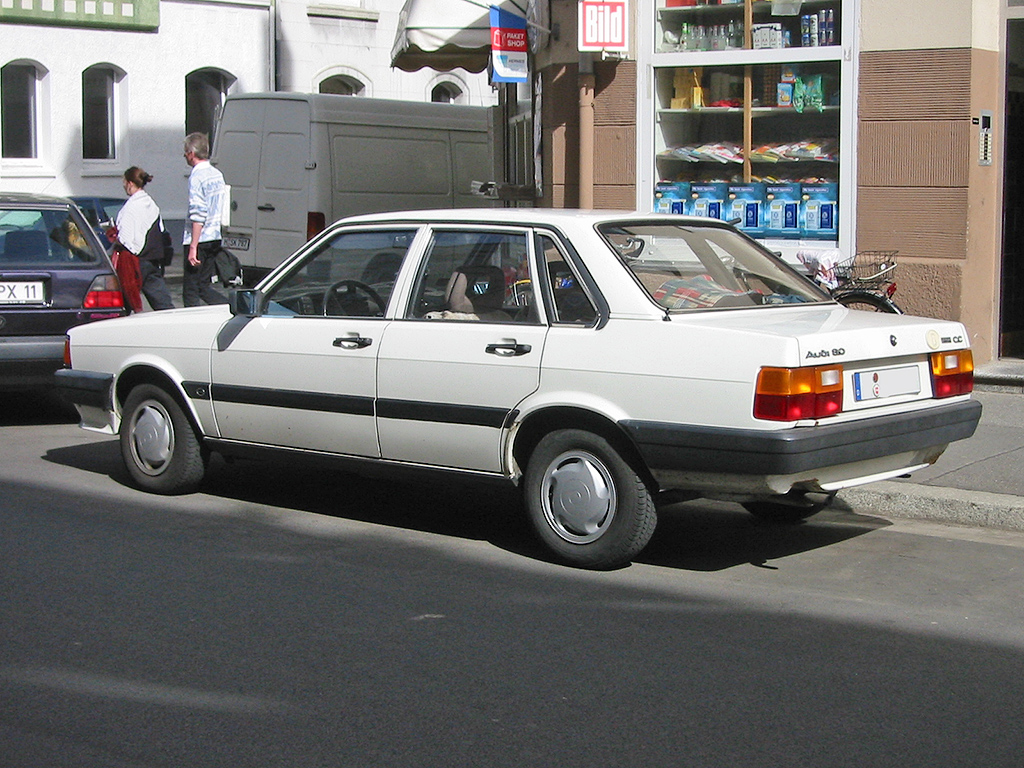
Audi 80 B2 Phase 2
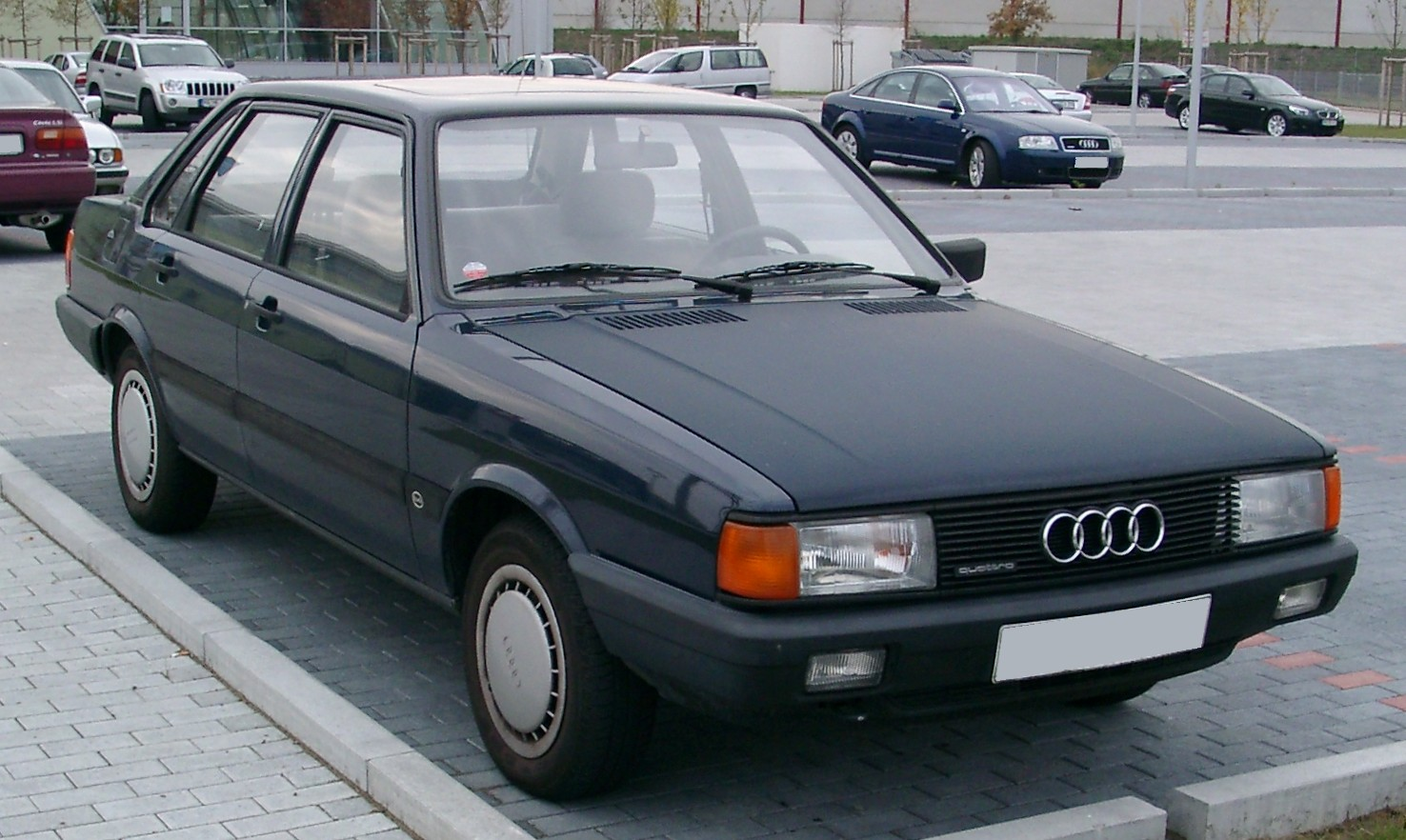
Audi 80 Quattro Phase 2
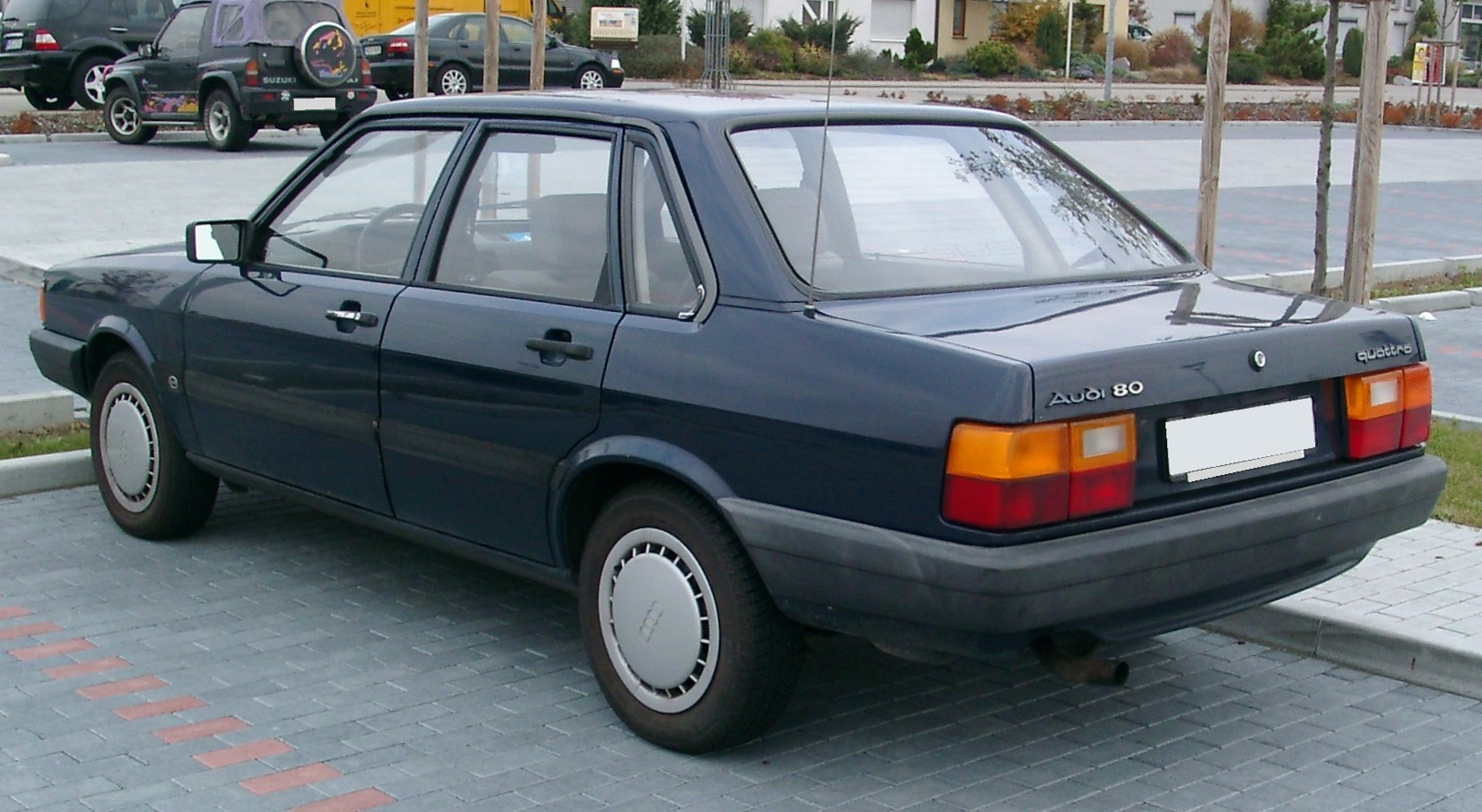
Audi 80 Quattro Phase 2
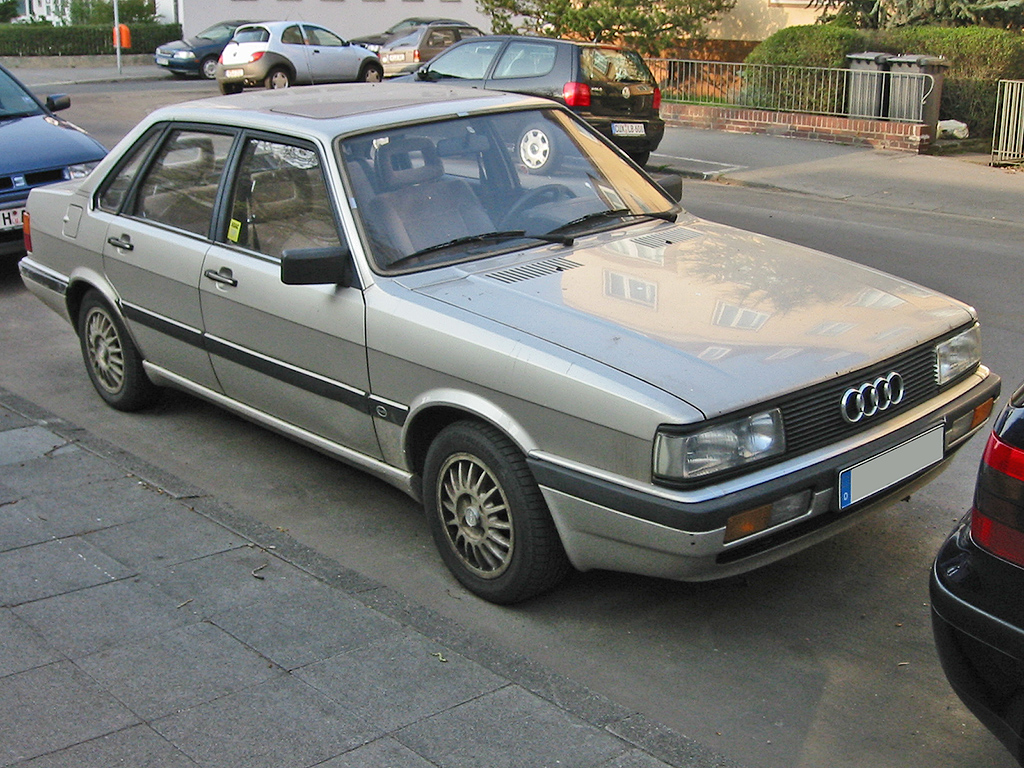
Face avant de l'Audi 90
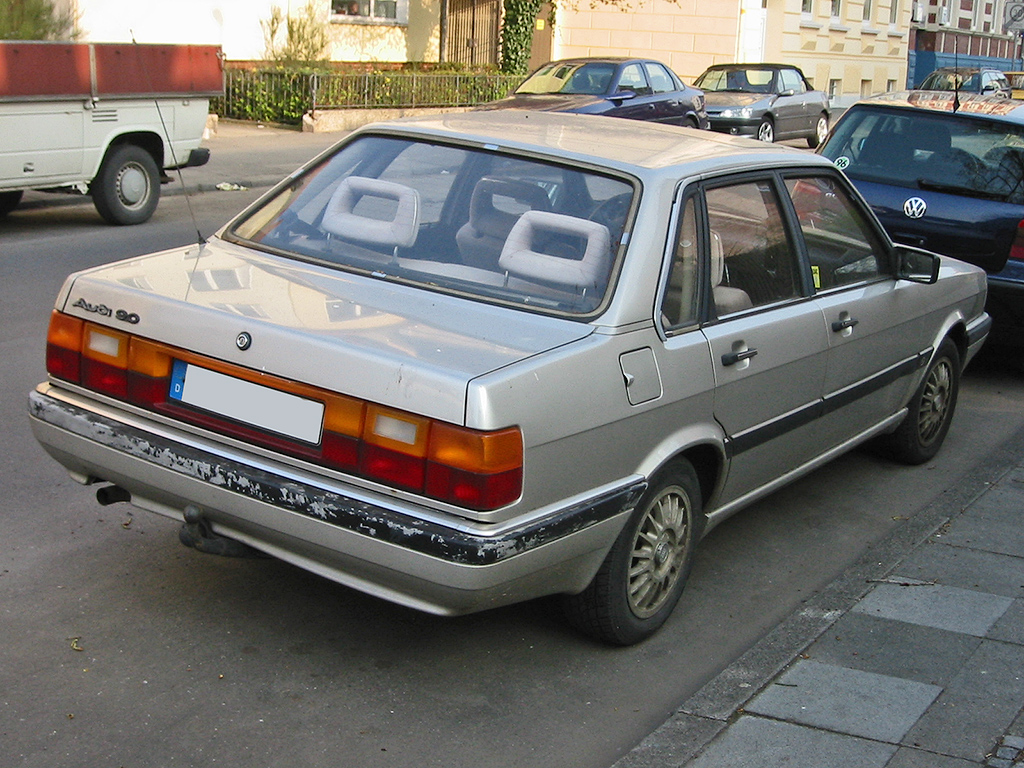
Face arrière de l'Audi 90
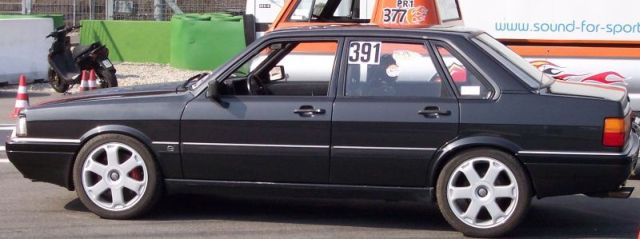
Audi 90
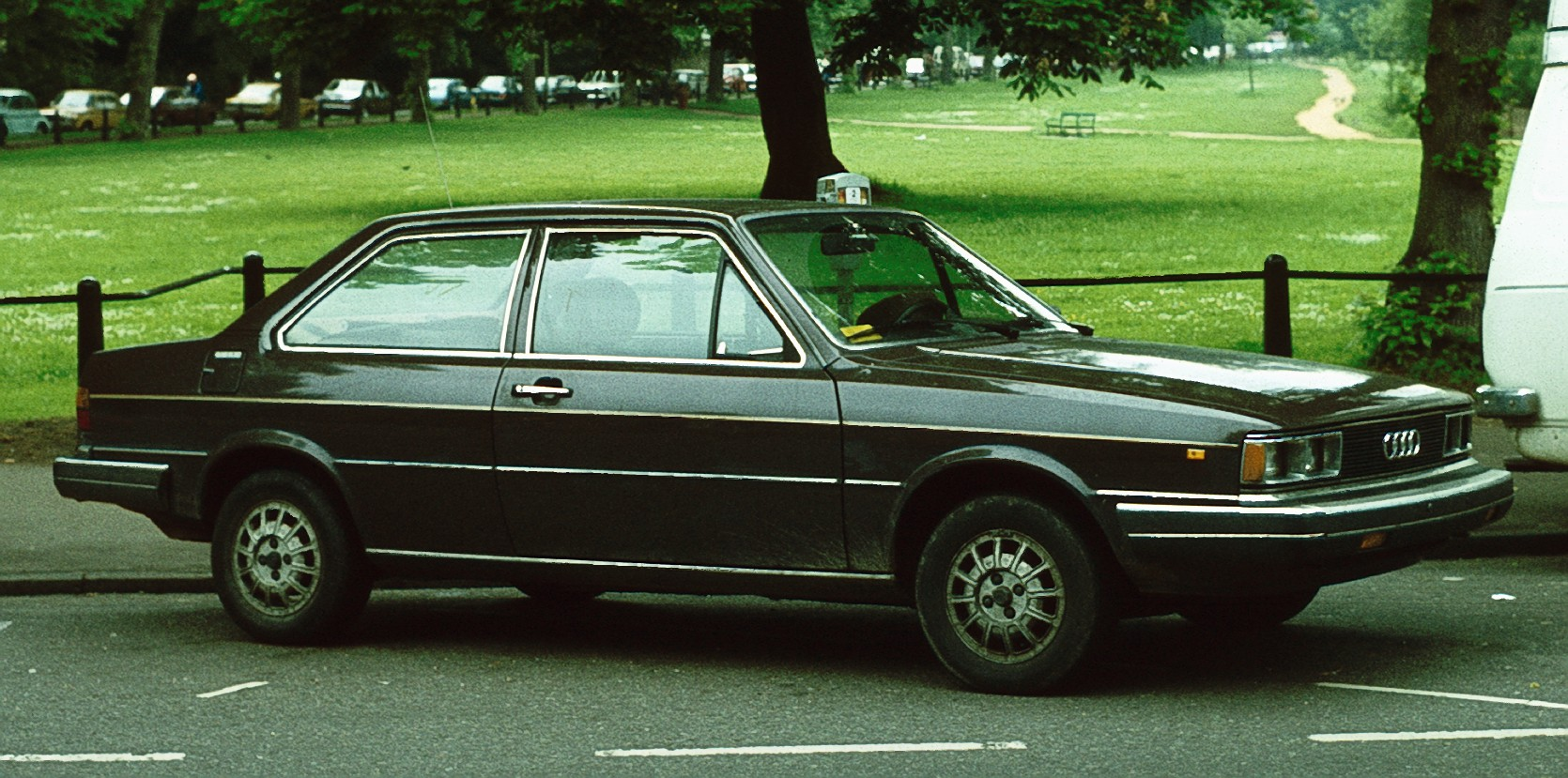
Audi 4000 de 1979, version spéciale de la 80 pour les États-Unis (optiques avant modifiés et pare-chocs plus grands)
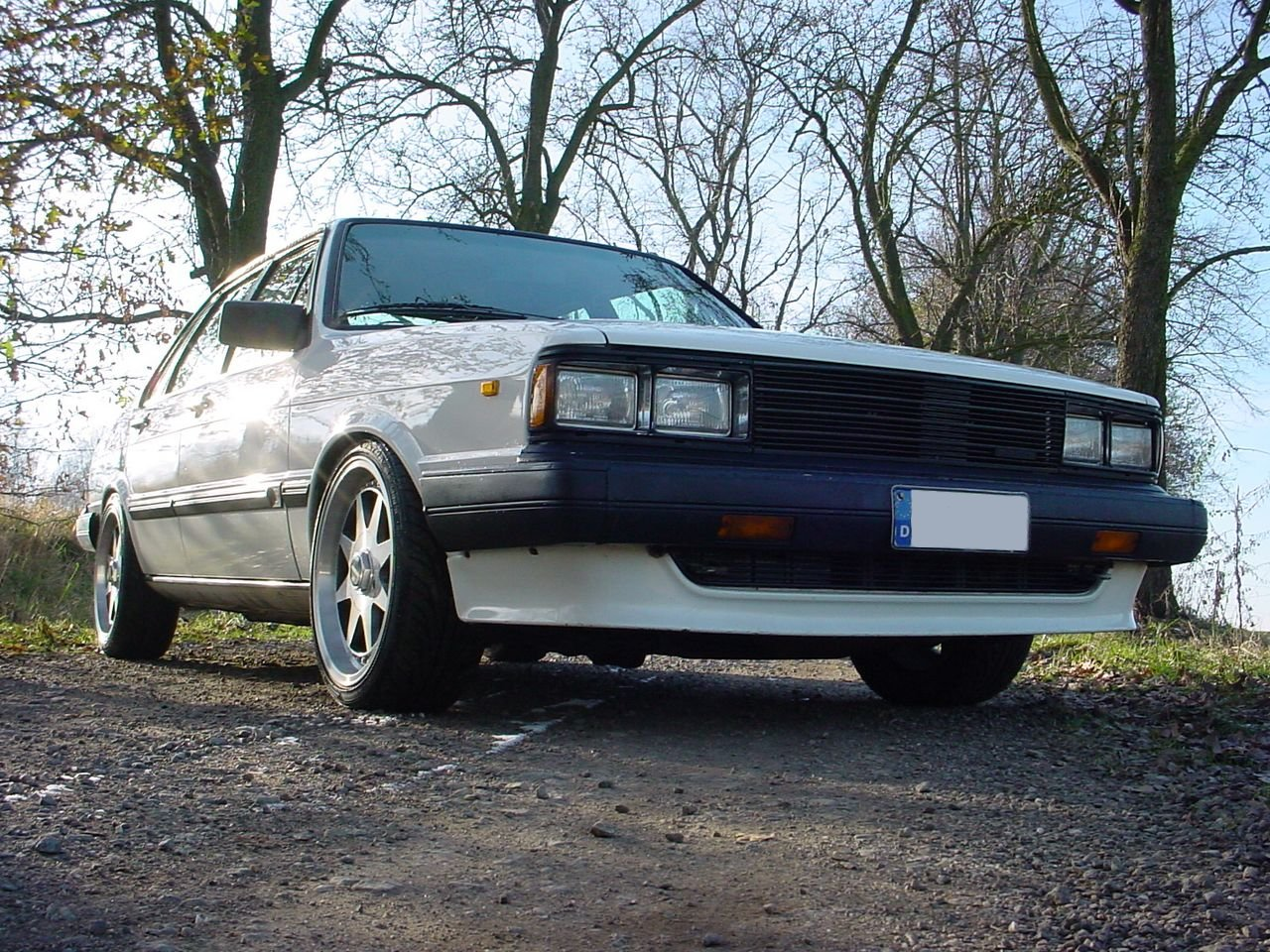
Audi 4000S Quattro
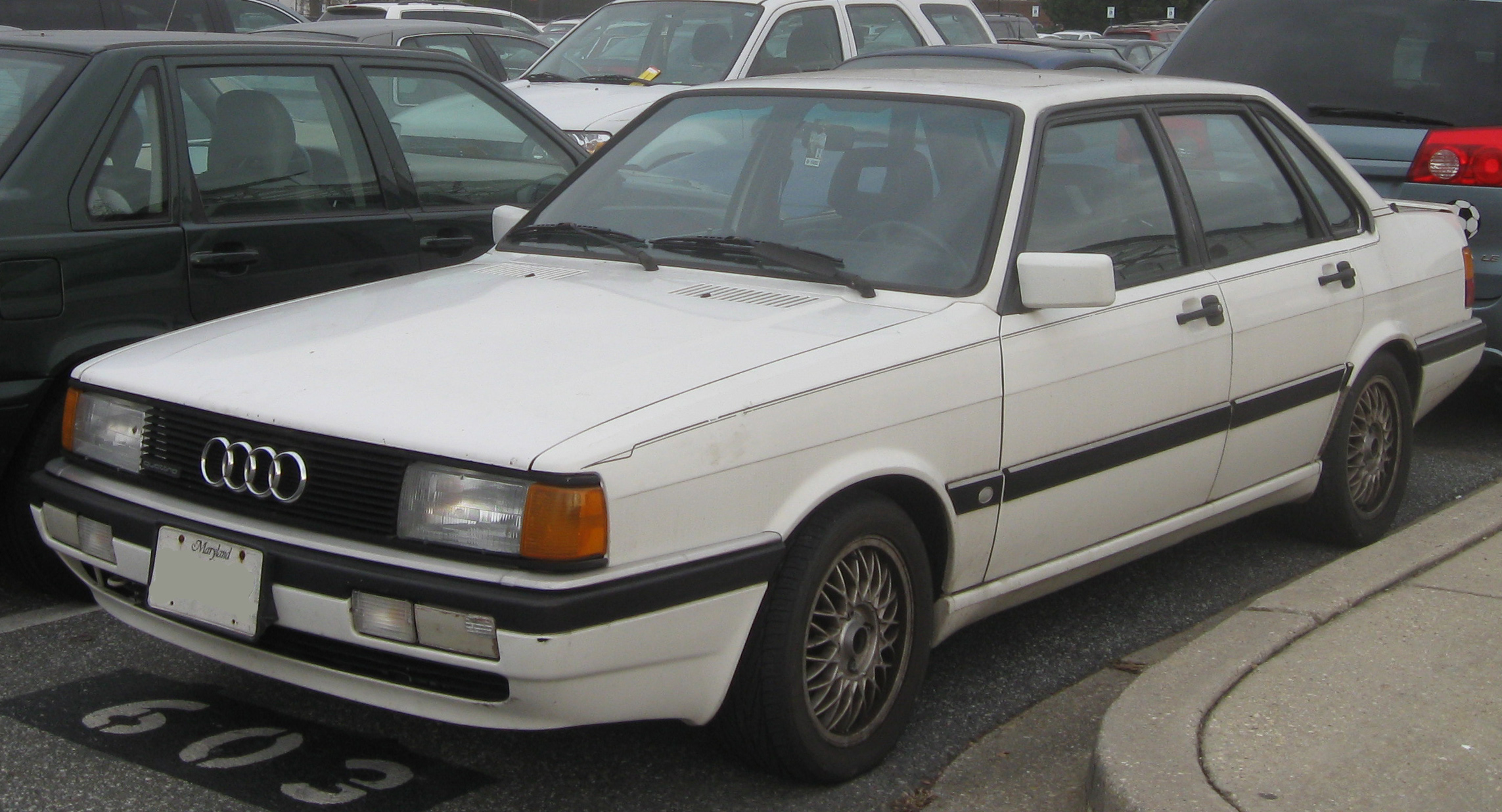
Audi 4000CS
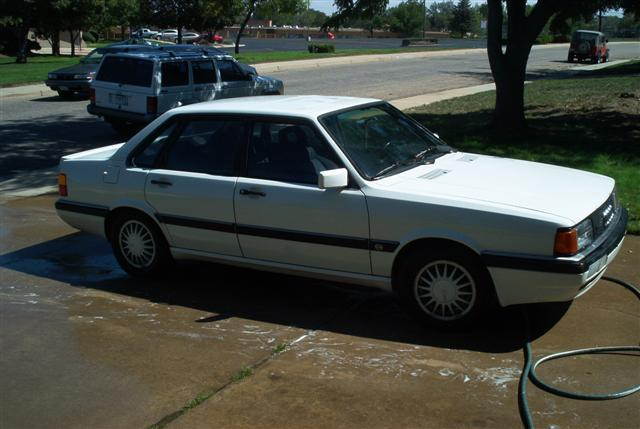
Audi 4000CS Quattro 8
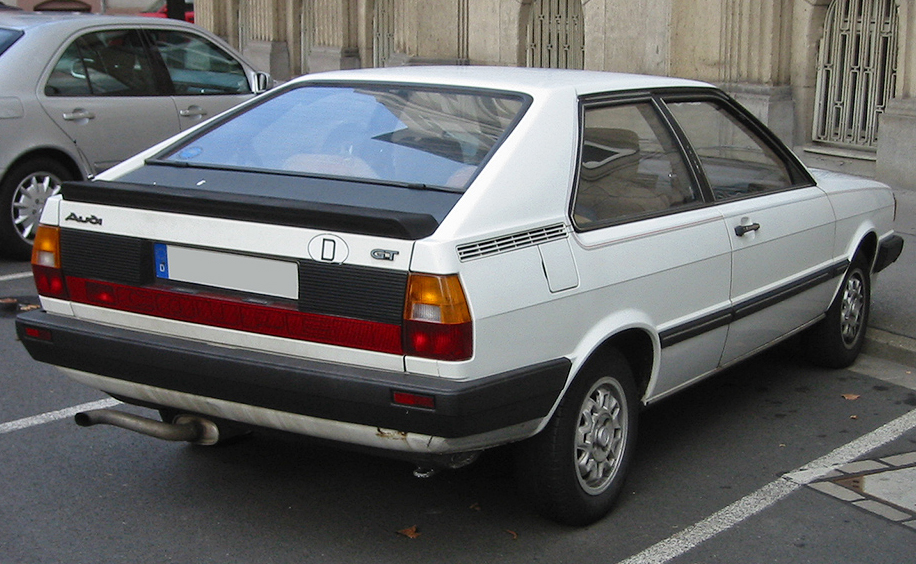
Audi Coupé B2 GT (1980-1984)
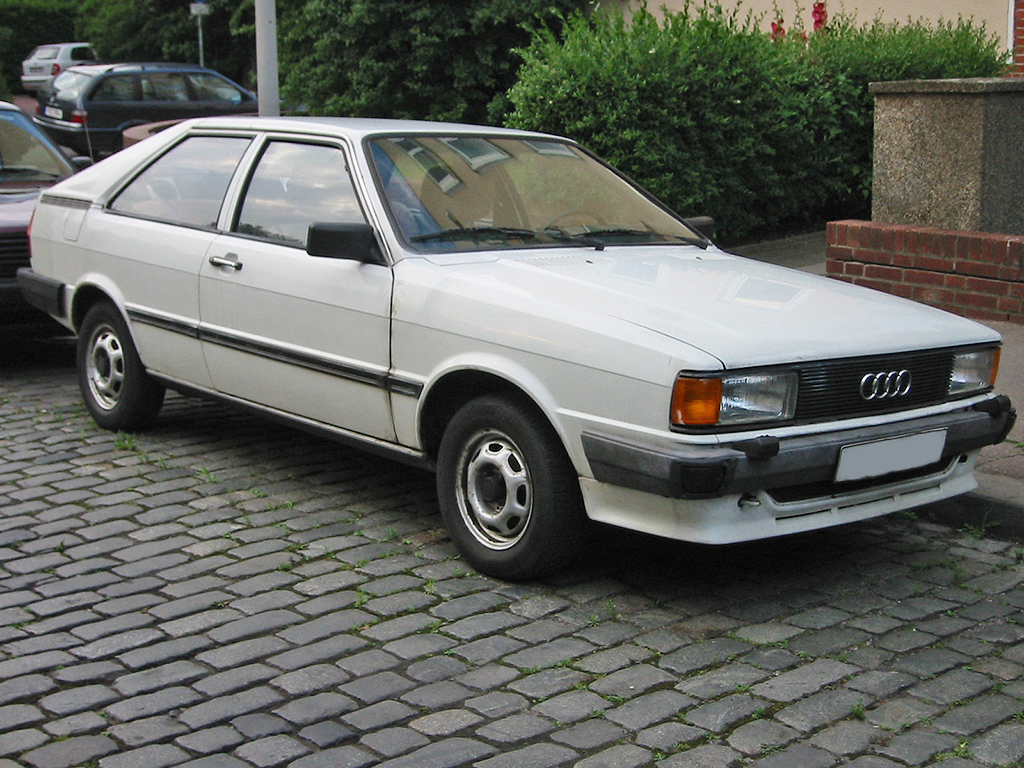
Audi Coupé B2 GT

## Audi 80 B3
L'Audi 80 B3 est présentée au cours de l'été 1986 en replacement de l'Audi 80 B2.  
Cette nouvelle génération présente un nouveau design fluide et aérodynamique, s'accompagnant d'une réduction du coefficient de trainée Cx, atteignant 0,29. Parmi les nouvelles innovations présentent sur cette génération de 80, une galvanisation intégrale de la carrosserie avec garantie contre la perforation par la corrosion de 10 ans apparaît, accompagné par un nouveau système de sécurité dénommé Procon-Ten, système précurseur de l'Airbag, proposé à l'achat en option. Associé aux progrès dans la conception soignée de l'aérodynamisme, La 80 B3 s'améliore via le plan technique, avec cette nouvelle carrosserie à l'aérodynamisme perfectionné et mieux protégé contre la corrosion.  
L’Audi 80 fut révolutionnaire en étant la première voiture allemande à avoir un système qui n’autorise le démarrage qu’après avoir saisi un code électronique. Au bout de trois tentatives échouées, l’alarme se déclenche.
Excepté pour les versions diesel et 1.6 essence, l'Audi 80 B3 est disponible avec le système de transmission intégral Quattro. Rendu possible par l'arrivée d'une nouvelle boite de vitesse, au moment de sa sortie en 1986 l'Audi 80 en version Quattro a été la 1re auto commercialisée au monde à avoir le Torsen.Une déclinaison haut de gamme de la 80, l'Audi 90, équipée exclusivement de moteurs 5 cylindres essences et d'un unique 4 cylindre turbo-diesel est également proposée au catalogue pour cette nouvelle génération de 80. 
La voiture, nommée en deuxième place de voiture de l'année 1987, s'est vu relativement bien accueillie par le public et la presse, représentant pour Audi un succès commercial avec une progression des ventes. L'Audi 80/90 B3 a connue une carrière commerciale en Europe jusqu'à l'année-modèle 1991, avant de se voir remplacée par la 4e et dernière génération Audi 80 en 1991,  tandis que sa carrière se poursuivra en Amérique du Nord jusqu'à l'année modèle 1992.  

### Versions dérivées

#### Audi 90 B3
L'Audi 90, qui n'est qu'une Audi 80 B3 dotée d'un équipement plus riche et d'une motorisation plus puissante, à fait son apparition peu de temps après la sortie de la nouvelle 80, à partir du printemps 1987. La carrière de la 90 cessera en 1991, quelques mois après celle de la 80 de 3ème génération, exception faite de quelques Audi 90 Quattro, dotée du moteur 2.3l 20V assemblées jusqu'au début de l'année 1992,et ne sera pas renouvelée, continuant la simplification de la gamme, et fusionnant de facto avec la nouvelle 80 B4.

#### Audi Coupé

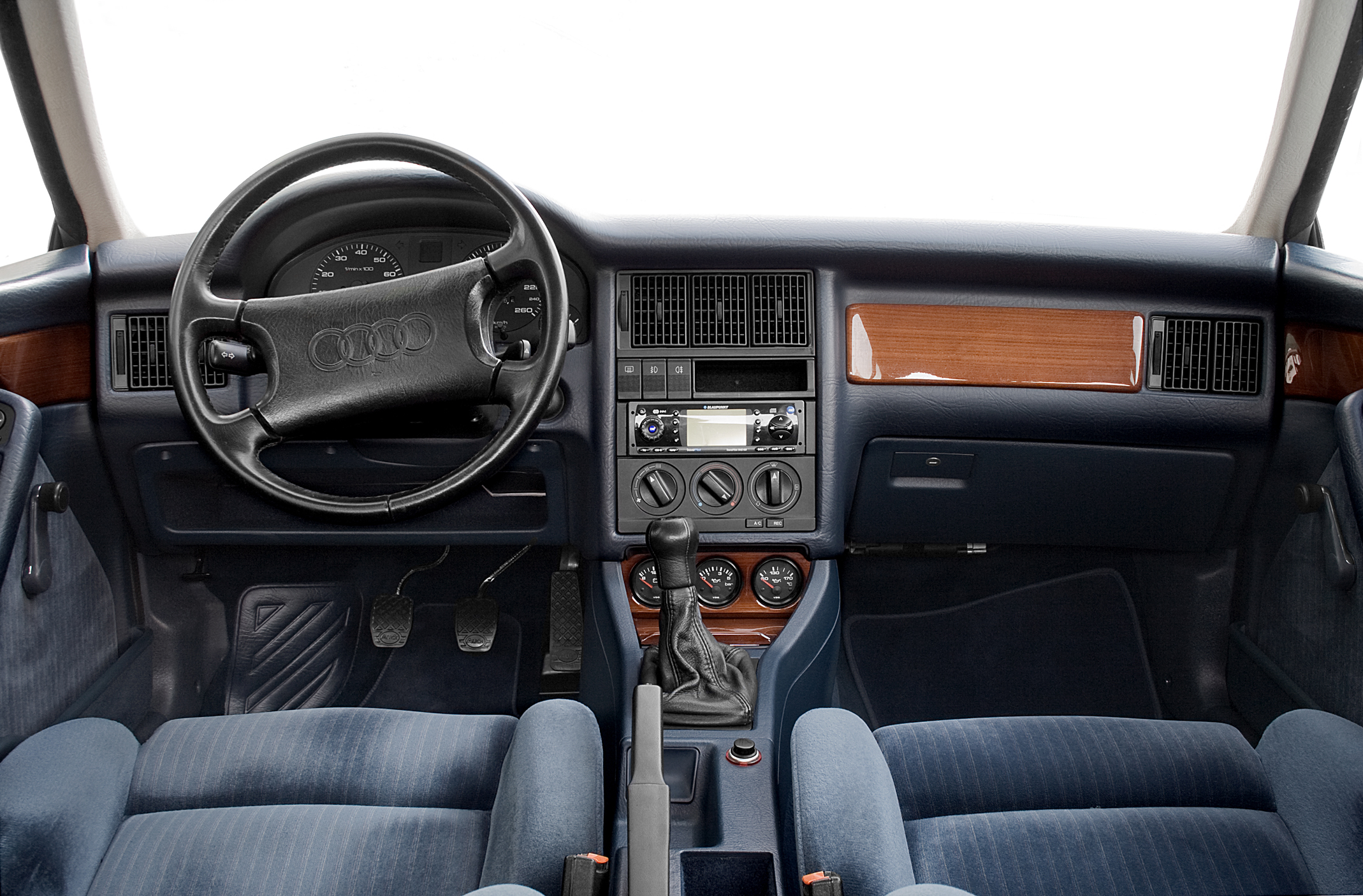
Intérieur de l'Audi Coupé Phase 1.

Après la sortie de l'Audi 80 B3 en septembre 1986 (pour l'année modèle 1987), puis de la 90, Audi commercialisa, à l'occasion de l'année-modèle 1988, un nouveau coupé 2 portes, connu en interne comme le Type 89. Ce modèle laissa tomber l'appellation 80 pour être connu sous la simple appellation Audi Coupé. Il ne s'agissait, néanmoins, que d'une Audi 80 B3 dont l'empattement avait été réduit, la suspension arrière modifiée et dotée d'un nouveau système de suspension à avant, qui préfigurait celui de l'Audi 80 B4. Le modèle sortit avec les motorisations 2.0E, 2.3E 10v et 2.3E 20v.
À l'occasion du lancement de l'année-modèle 1990, en 1989, une version dénommée Coupé Quattro sortit en Amérique du Nord. Pesant 1 500 kg, dotée d'un moteur 5 cylindres en ligne 2.3 20v de 164 ch (122 kW), équipée de jantes 15" et d'une intérieur haut de gamme (cuir, indicateurs supplémentaires, bouton pour bloquer le différentiel arrière, console centrale en fibre de carbone etc.), cette version ressemblait à la version S2 mais avait la base technique des Audi Coupé.
En 1991, l'Audi Coupé fut restylée (Type 8B) et prit l'aspect extérieur des Audi 80 B4. La B3 restylée est visuellement très proche de la version précédente mais elle est identifiable par plusieurs éléments esthétiques : à l'avant, les nervures du capot sont plus marquées et elles descendent jusqu'à la grille de la calandre, celle-ci est intégrée au capot et elle n'est plus en nid d'abeilles mais en rectangles, les clignotants sont transparents et non plus en plastique orange. En outre, elle fut dotée, comme les Audi 80 B4, d'une version S2.

#### Audi Cabriolet
La version Cabriolet (Type 8G) de l'Audi 80 B3 fut conçue sur la base de l'Audi Coupé (Type 89) afin de bénéficier de son châssis renforcé et de ses suspensions sportives.
Elle fut commercialisée en juin 1991. Toutefois, compte tenu du remplacement de l'Audi 80 B3 par la nouvelle B4, le cabriolet adopta le même aspect extérieur que cette dernière.
Du fait des modifications techniques importantes qu'impliquait cette version, ce modèle resta en production jusqu'en 2000, soit bien après que les autres modèles B3 aient été remplacés par les Audi 80 B4 et les Audi A4 B5. Toutefois, la construction passa d'Audi à Karmann, de 1997 jusqu'à la fin de la production.

### Variantes moteurs

#### Audi 80
| Modèle          | Lettres moteur  | Type            | Cylindrée       | Système d'alimentation        | Puissance       | 0–100 km/h      | Vmax            | Années          |
| Moteurs essence | Moteurs essence | Moteurs essence | Moteurs essence | Moteurs essence               | Moteurs essence | Moteurs essence | Moteurs essence | Moteurs essence |
| --------------- | --------------- | --------------- | --------------- | ----------------------------- | --------------- | --------------- | --------------- | --------------- |
| 1.4             | SE              | 4 cylindres     | 1 404 cm3       | Carburateur Keihin II         | 48 kW/65 ch     | -               | -               | 08.87 - 08.91   |
| 1.6             | PP              | 4 cylindres     | 1 595 cm3       | Carburateur Pierburg 2 EE     | 51 kW/70 ch     | 14,1 s          | 168 km/h        | 01.87 - 08.91   |
| 1.6             | RN              | 4 cylindres     | 1 595 cm3       | Carburateur Keihin I          | 55 kW/75 ch     | 13,9 s          | 167 km/h        | 09.86 - 08.87   |
| 1.6             | ABB             | 4 cylindres     | 1 595 cm3       | Injection Bosch K-Jetronic    | 75 kW/102 ch    | 12,3 s          | 190 km/h        | 11.90 - 08.91   |
| 1.8 S           | RU              | 4 cylindres     | 1 781 cm3       | Carburateur Keihin II         | 55 kW/75 ch     | 13,7 s          | 167 km/h        | 09.86 - 08.91   |
| 1.8 S           | SF              | 4 cylindres     | 1 781 cm3       | Carburateur Keihin I/II       | 65 kW/88 ch     | 11,8 s          | 179 km/h        | 09.86 - 07.90   |
| 1.8 S           | NE              | 4 cylindres     | 1 781 cm3       | Carburateur Keihin I          | 66 kW/90 ch     | 12,2 s          | 182 km/h        | 09.86 - 08.91   |
| 1.8 S           | JN              | 4 cylindres     | 1 781 cm3       | Injection Bosch KE-Jetronic   | 66 kW/90 ch     | 12,4 s          | 182 km/h        | 09.86 - 02.88   |
| 1.8 S           | PM              | 4 cylindres     | 1 781 cm3       | Injection Bosch Mono-Jetronic | 66 kW/90 ch     | 12,4 s          | 182 km/h        | 03.88 - 08.91   |
| 1.8 E           | DZ              | 4 cylindres     | 1 781 cm3       | Injection Bosch K-Jetronic    | 82 kW/112 ch    | 10,9 s          | 195 km/h        | 09.86 - 08.88   |
| 1.8 E           | MU              | 4 cylindres     | 1 781 cm3       | Injection Bosch K-Jetronic    | 82 kW/112 ch    | -               | -               | 09.86 - 08.91   |
| 1.9 E           | SD              | 4 cylindres     | 1 847 cm3       | Injection Bosch KE-Jetronic   | 83 kW/113 ch    | 10,5 s          | 196 km/h        | 09.86 - 07.88   |
| 2.0 E           | 3A              | 4 cylindres     | 1 984 cm3       | Injection Bosch KE-Jetronic   | 85 kW/113 ch    | 10,9 s          | 196 km/h        | 05.88 - 07.90   |
| 2.0 E           | AAD             | 4 cylindres     | 1 984 cm3       | Injection Bosch KE-Jetronic   | 85 kW/115 ch    | 10,9 s          | 196 km/h        | 08.90 - 08.91   |
| 2.0 E 16V       | 6A              | 4 cylindres     | 1 984 cm3       | Injection Bosch KE-Jetronic   | 101 kW/137 ch   | 9,0 s           | 208 km/h        | 04.90 - 08.91   |
| Moteurs diesel  |                 |                 |                 |                               |                 |                 |                 |                 |
| 1.6 D           | JK              | 4 cylindres     | 1 588 cm3       | Pompe à haute pression        | 40 kW/54 ch     | 20,0 s          | 153 km/h        | 09.87 - 03.89   |
| 1.9 D           | 1Y              | 4 cylindres     | 1 896 cm3       | Pompe à haute pression        | 50 kW/68 ch     | 16,9 s          | 165 km/h        | 04.89 - 08.91   |
| 1.6 TD          | RA/SB           | 4 cylindres     | 1 588 cm3       | Pompe à haute pression        | 59 kW/80 ch     | 14/14,6 s       | 174 km/h        | 09.86 - 08.91   |

#### Audi 90
| Modèle          | Lettres moteur  | Type            | Cylindrée       | Système d'alimentation        | Puissance                   | 0–100 km/h      | Vmax            | Années          |
| Moteurs essence | Moteurs essence | Moteurs essence | Moteurs essence | Moteurs essence               | Moteurs essence             | Moteurs essence | Moteurs essence | Moteurs essence |
| --------------- | --------------- | --------------- | --------------- | ----------------------------- | --------------------------- | --------------- | --------------- | --------------- |
| 2.0 E           | PS              | 5 cylindres     | 1 994 cm3       | Injection Bosch K/KE-Jetronic | 85 kW/115 ch                | 9,8 s.          | 196 km/h        | 01.87 - 08.91   |
| 2.0 E 20V       | NM              | 5 cylindres     | 1 994 cm3       | Injection Bosch MPI           | 118 kW/160 ch               | 7,9 s.          | 215 km/h        | 02.88 - 08.91   |
| 2.2 E           | KV              | 5 cylindres     | 2 226 cm3       | Injection Bosch K-Jetronic    | 100 kW/136 ch               | 8,9 s.          | 206 km/h        | 05.87 - 08.87   |
| 2.3 E           | NG              | 5 cylindres     | 2 309 cm3       | Injection Bosch KE-Motronic   | 98 kW/133 ch 100 kW/136 ch  | 9,2 s.          | 206 km/h        | 05.87 - 08.91   |
| 2.3 E 20V       | 7A              | 5 cylindres     | 2 309 cm3       | Injection Bosch MPI           | 123 kW/167 ch 125 kW/170 ch | 8,4 s.          | 220 km/h        | 05.88 - 08.91   |
| Moteurs diesel  |                 |                 |                 |                               |                             |                 |                 |                 |
| 1.6 TD          | RA/SB           | 4 cylindres     | 1 588 cm3       | Pompe à haute pression        | 59 kW/80 ch                 | 14/14,6 s       | 174 km/h        | 01.87 - 08.91   |

#### Audi Coupé
| Modèle          | Lettres moteur  | Type            | Cylindrée       | Système d'alimentation      | Puissance       | 0–100 km/h      | Vmax            | Années            |
| Moteurs essence | Moteurs essence | Moteurs essence | Moteurs essence | Moteurs essence             | Moteurs essence | Moteurs essence | Moteurs essence | Moteurs essence   |
| --------------- | --------------- | --------------- | --------------- | --------------------------- | --------------- | --------------- | --------------- | ----------------- |
| 2.0 E           | 3A              | 4 cylindres     | 1 984 cm3       | Injection Bosch KE-Jetronic | 85 kW/113 ch    | 10,9 s          | 196 km/h        | 05-1989 - 03-1990 |
| 2.0 E           | AAD/ABK         | 4 cylindres     | 1 984 cm3       | -                           | 85 kW/113 ch    | 10,9 s          | 196 km/h        | 05-1989 - 12-1996 |
| 2.0 E           | ACE             | 4 cylindres     | 1 984 cm3       | -                           | 103 kW/140 ch   | 10,9 s          | 208 km/h        | 08-1992 - 12-1996 |
| 2.0 E 20V       | NM              | 5 cylindres     | 1 994 cm3       | Injection Bosch MPI         | 118 kW/160 ch   | 8,9 s.          | 215 km/h        | 08-1989 - 07-1991 |
| 2.3 E           | NG              | 5 cylindres     | 2 309 cm3       | Injection Bosch KE-Motronic | 98 kW/133 ch    | 9,2 s.          | 206 km/h        | 10-1988 - 12-1996 |
| 2.3 E 20V       | 7A              | 5 cylindres     | 2 309 cm3       | Injection Bosch MPI         | 123 kW/167 ch   | 8,4/8,6 s.      | 220 km/h        | 05-1988 - 08-1991 |
| S2              | 3B              | 5 cylindres     | 2 226 cm3       | -                           | 162 kW/220 ch   | 6,1s            | 248 km/h        | 09-1990 - 09-1992 |
| S2              | ABY             | 5 cylindres     | 2 226 cm3       | -                           | 169kW/230 ch    | 5,9s            | 248 km/h        | 10-1992 - 12-1995 |
| 2.6 E           | ABC             | 6 cylindres     | 2 598 cm3       | -                           | 110kW/150 ch    | 9,4s            | 215 km/h        | 08-1992 - 12-1995 |
| 2.8 E           | AAH             | 6 cylindres     | 2 771 cm3       | -                           | 128kW/174 ch    | 8,0s            | 222 km/h        | 03-1990 - 12-1995 |

#### Audi Cabriolet
| Désignation commerciale | Type du moteur                | Puissance max.  | Nombre de soupapes | Dates de production |
| ----------------------- | ----------------------------- | --------------- | ------------------ | ------------------- |
| 1,8                     | Essence, 4 cylindres en ligne | 125 ch (92 kW)  | 20                 | 01-1997 – 08-2000   |
| 2,0 E                   | Essence, 4 cylindres en ligne | 115 ch (95 kW)  | 8                  | 01-1993 – 07-1998   |
| 2,0 16V                 | Essence, 4 cylindres en ligne | 140 ch (103 kW) | 16                 | 06-1995 – 07-1996   |
| 2,3 E                   | Essence, 5 cylindres en ligne | 133 ch (98 kW)  | 10                 | 05-1991 – 07-1994   |
| 2,6                     | Essence, 6 cylindres en V     | 139 ch (102 kW) | 12                 | 05-1995 – 08-2000   |
| 2,6                     | Essence, 6 cylindres en V     | 150 ch (110 kW) | 12                 | 06-1993 – 08-2000   |
| 2,8                     | Essence, 6 cylindres en V     | 174 ch (128 kW) | 12                 | 11-1992 – 08-2000   |
| 1,9 TDI                 | Diesel, 4 cylindres en ligne  | 90 ch (66 kW)   | 8                  | 06-1995 – 08-2000   |

### Galerie

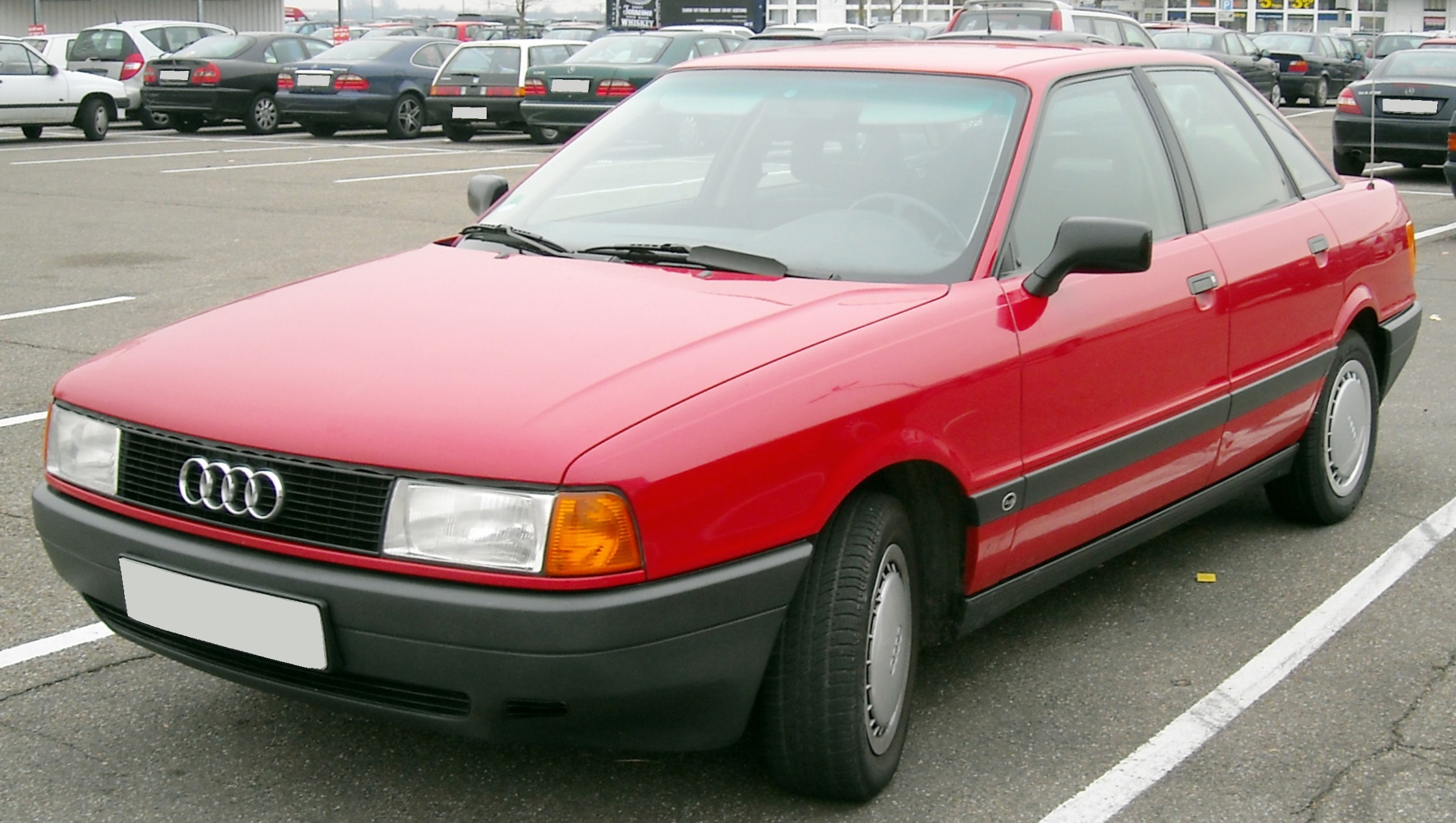
Audi 80 type B3
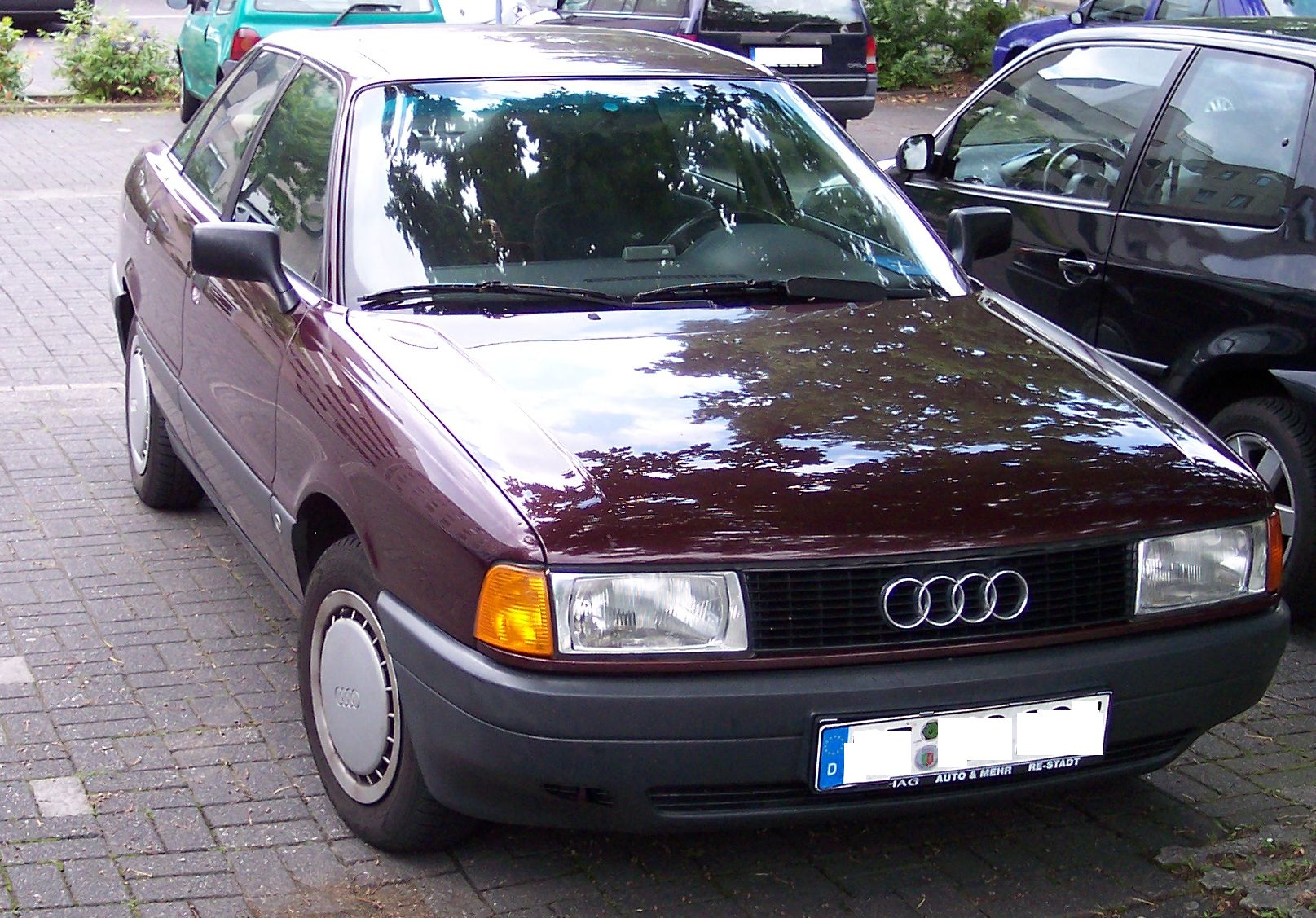
Face avant de l'Audi 80 type B3
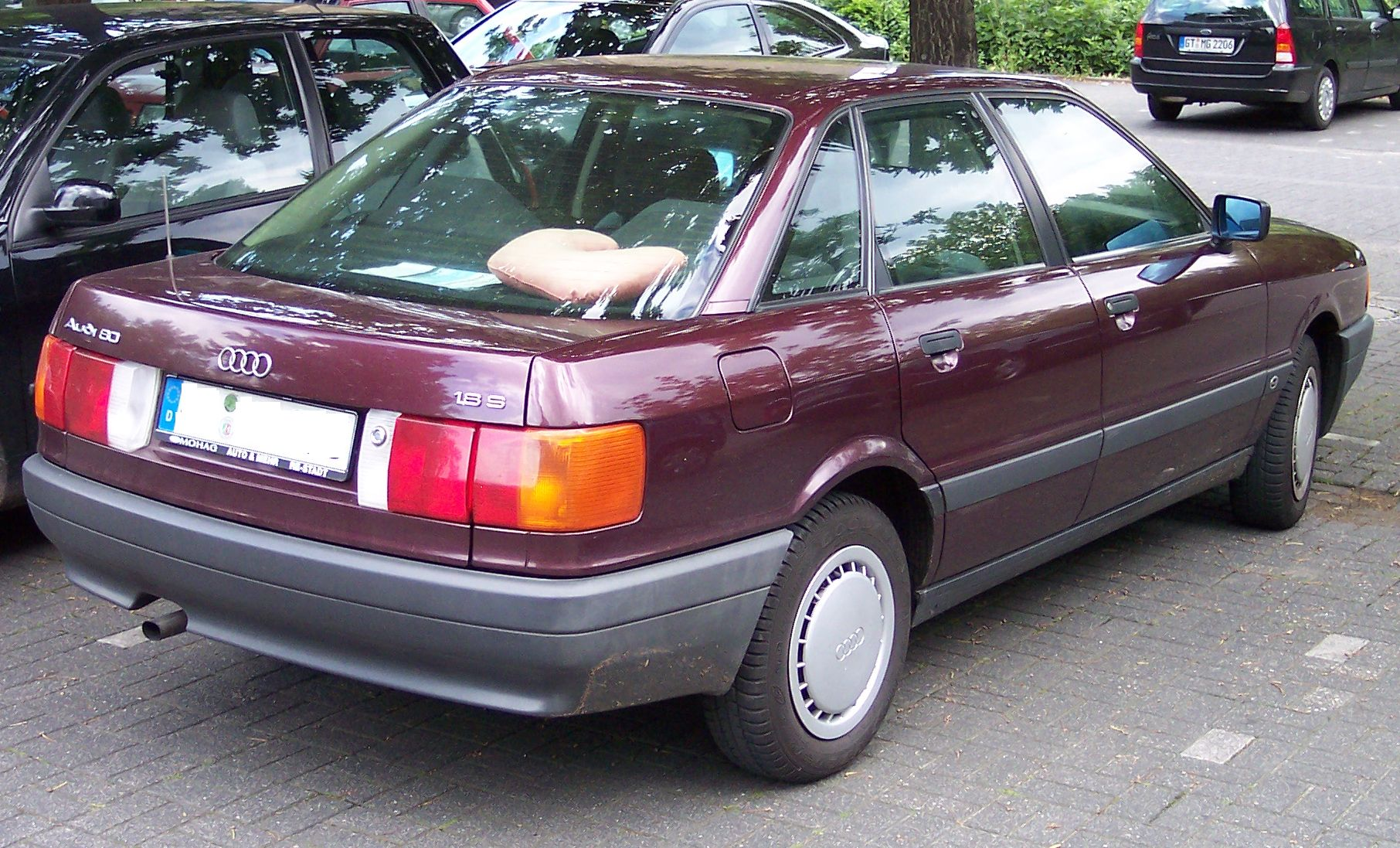
Face arrière de l'Audi 80 type B3
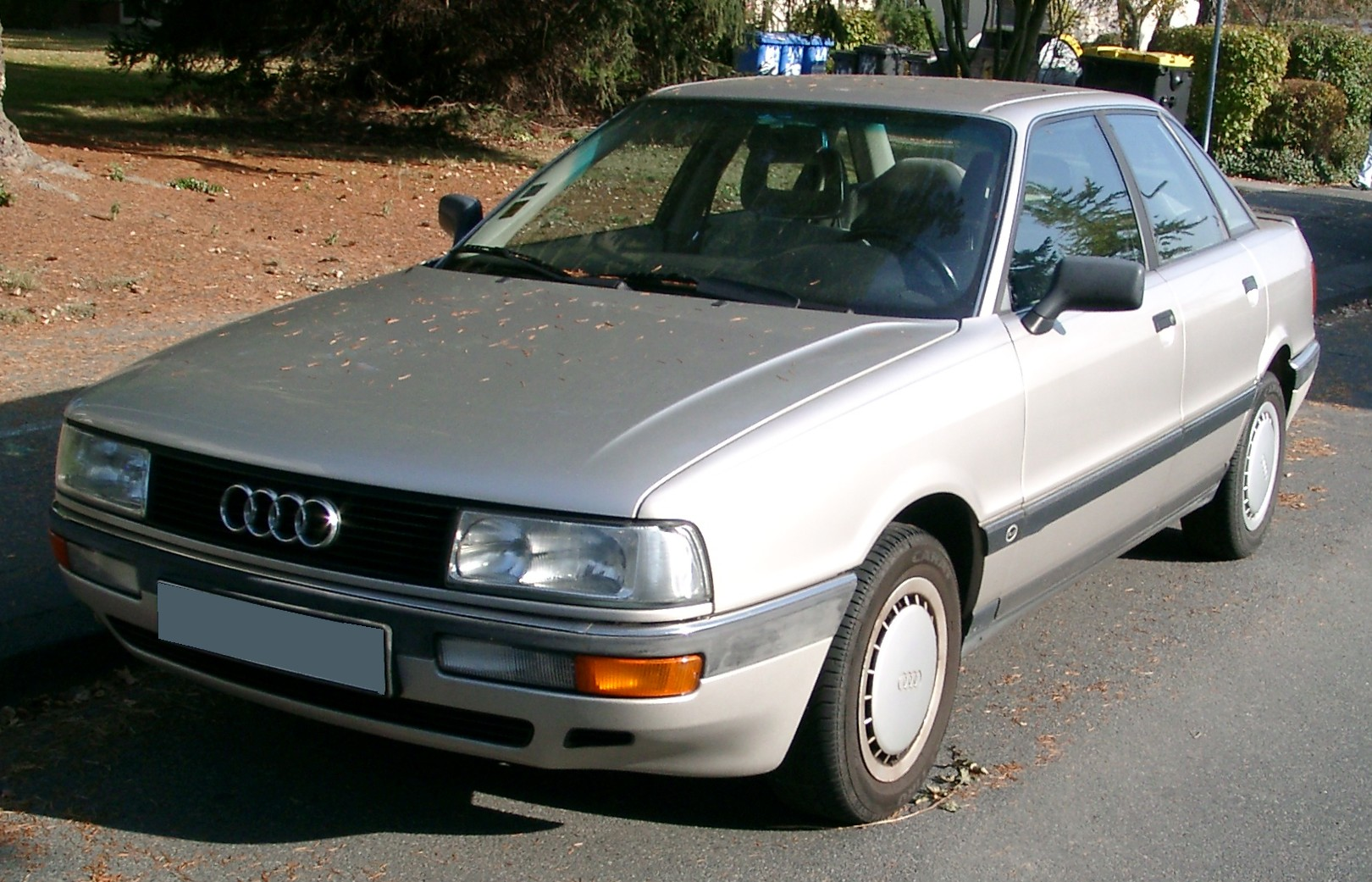
Audi 90
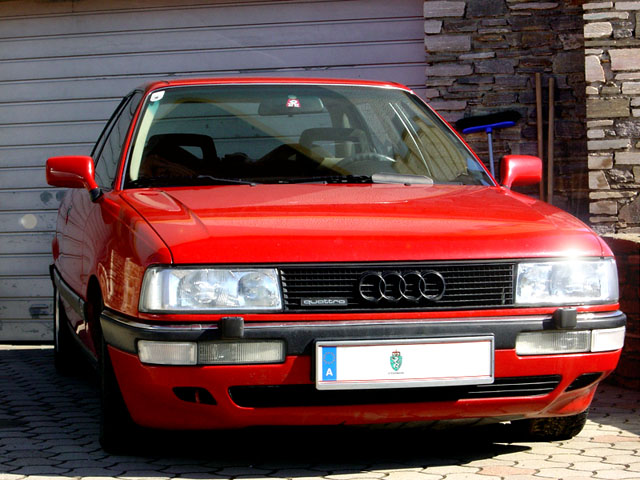
Audi 90 B3 Quattro
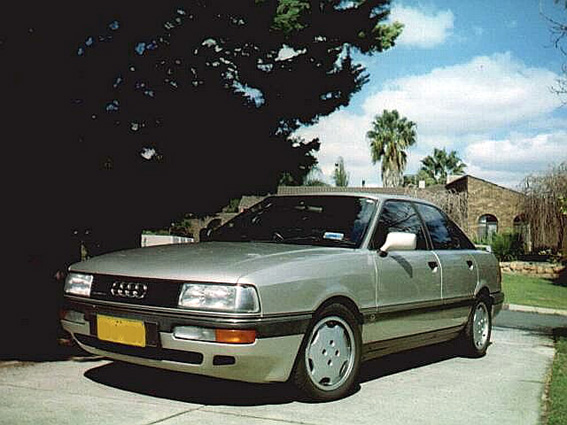
Audi 90 Quattro 20v
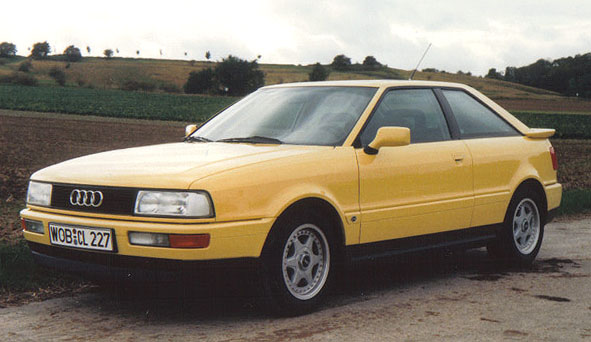
Audi Coupé B3 (Phase 1)
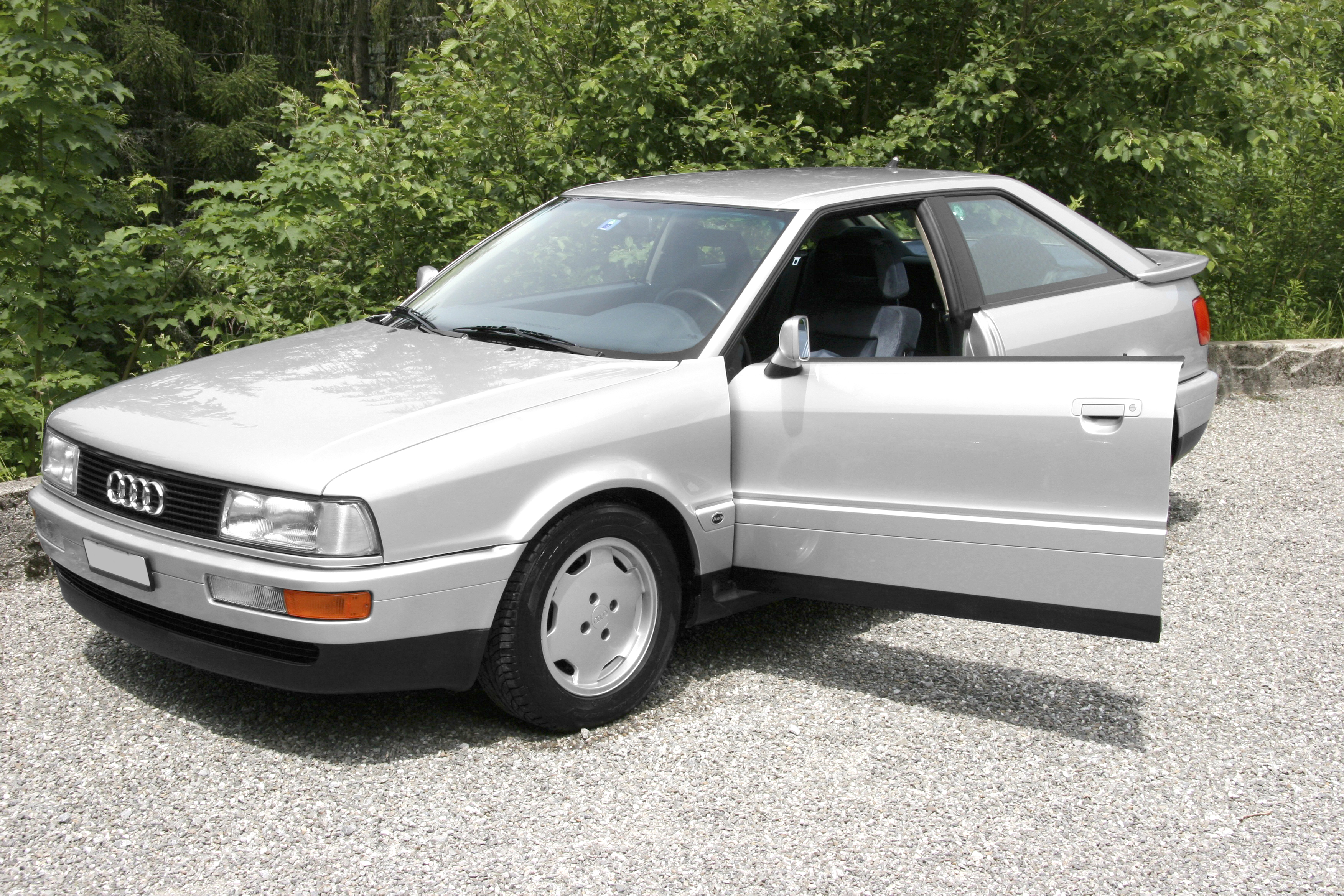
Audi Coupé B3 (Phase 1)
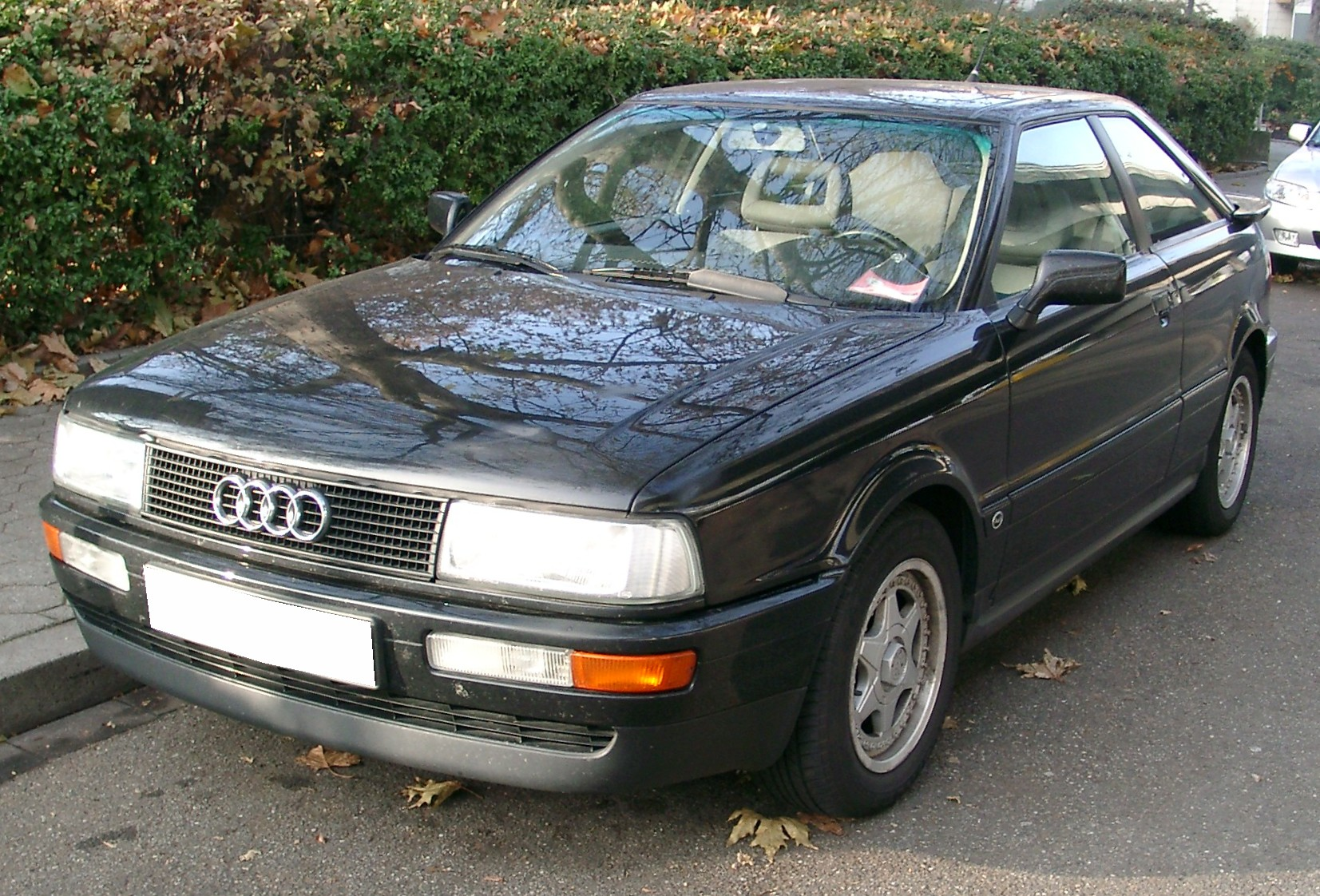
Audi Coupé B3 (Phase 1)
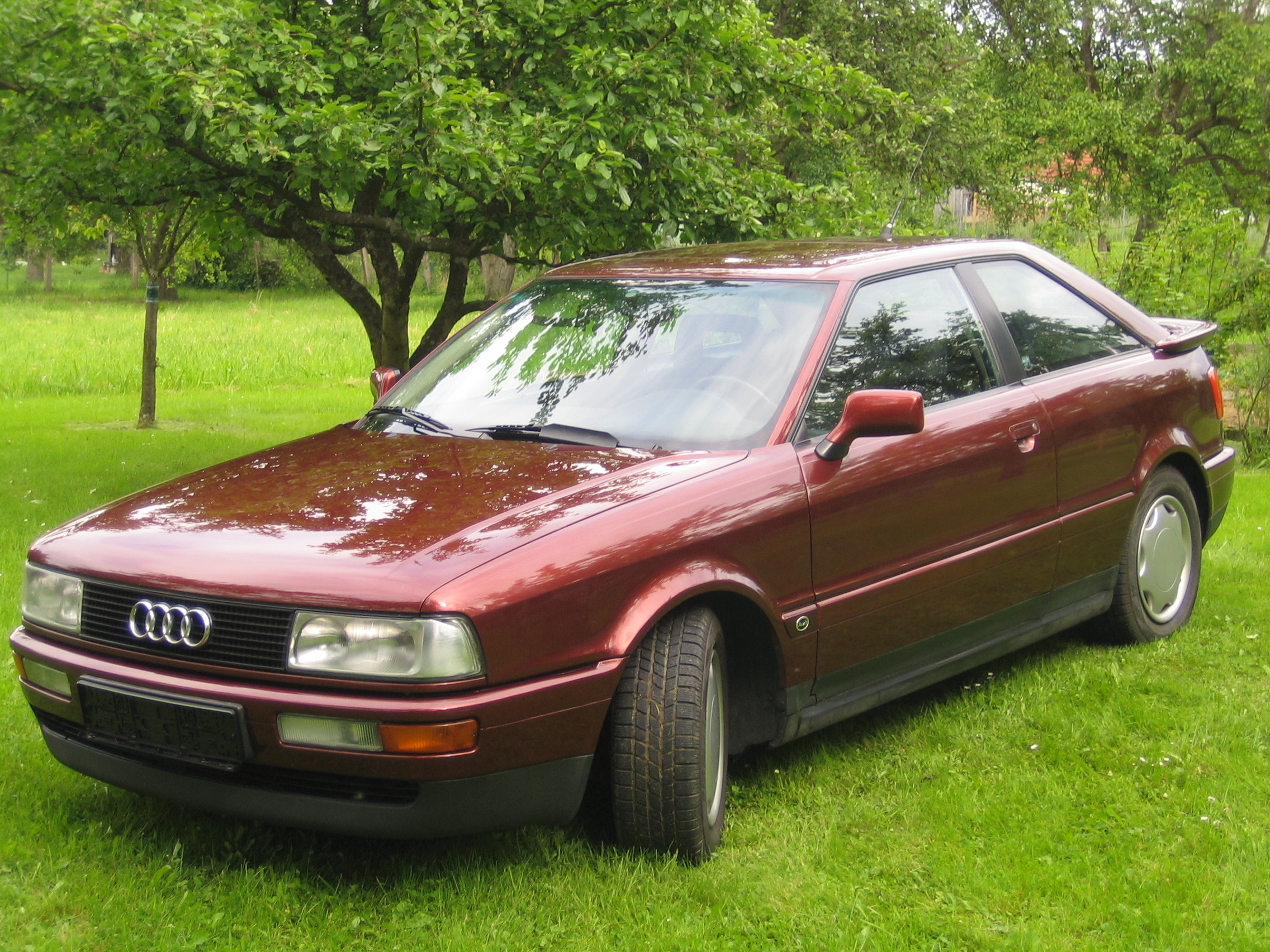
Audi Coupé B3 (Phase 1)
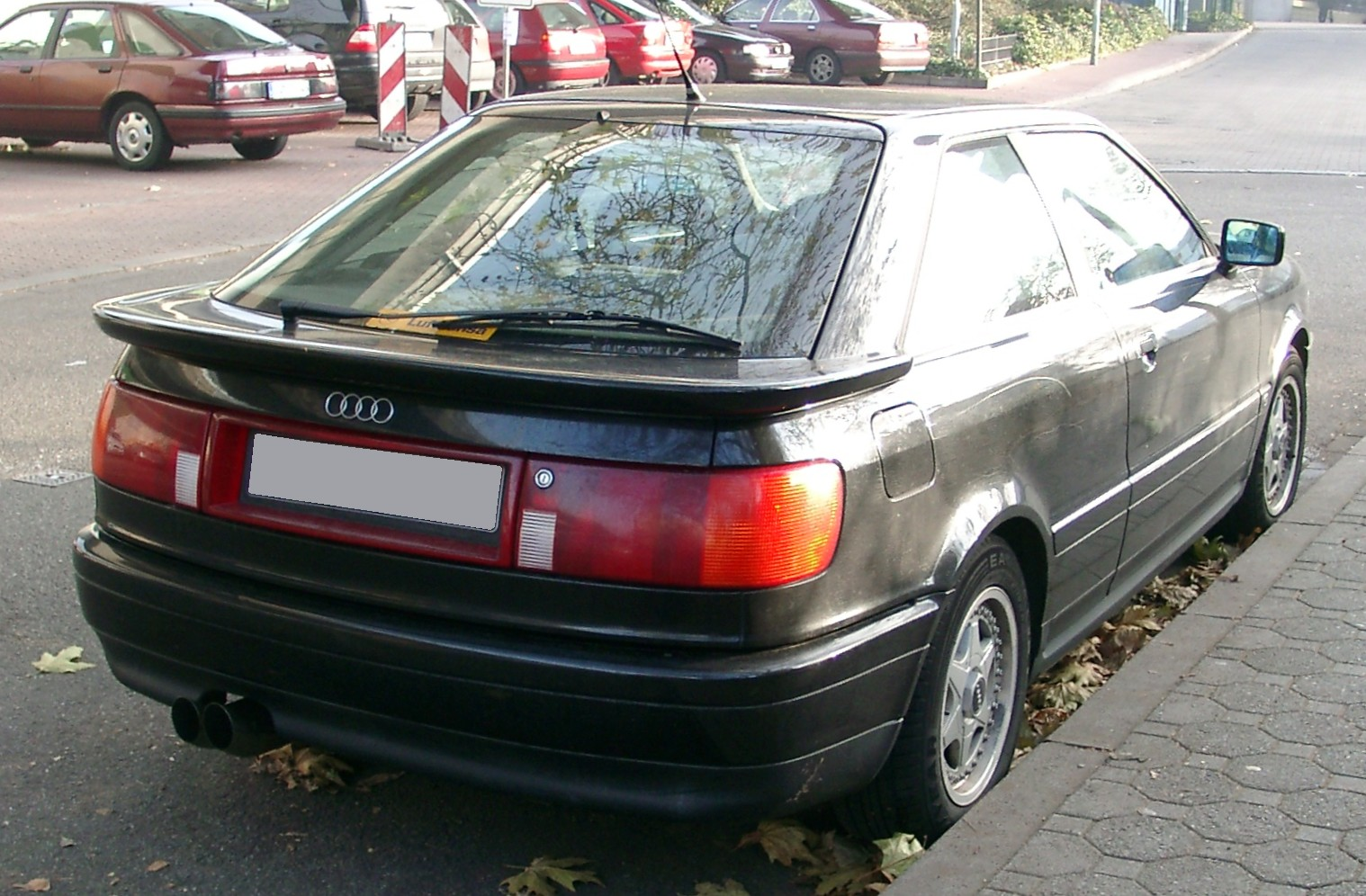
Audi Coupé B3 (Phase 1)
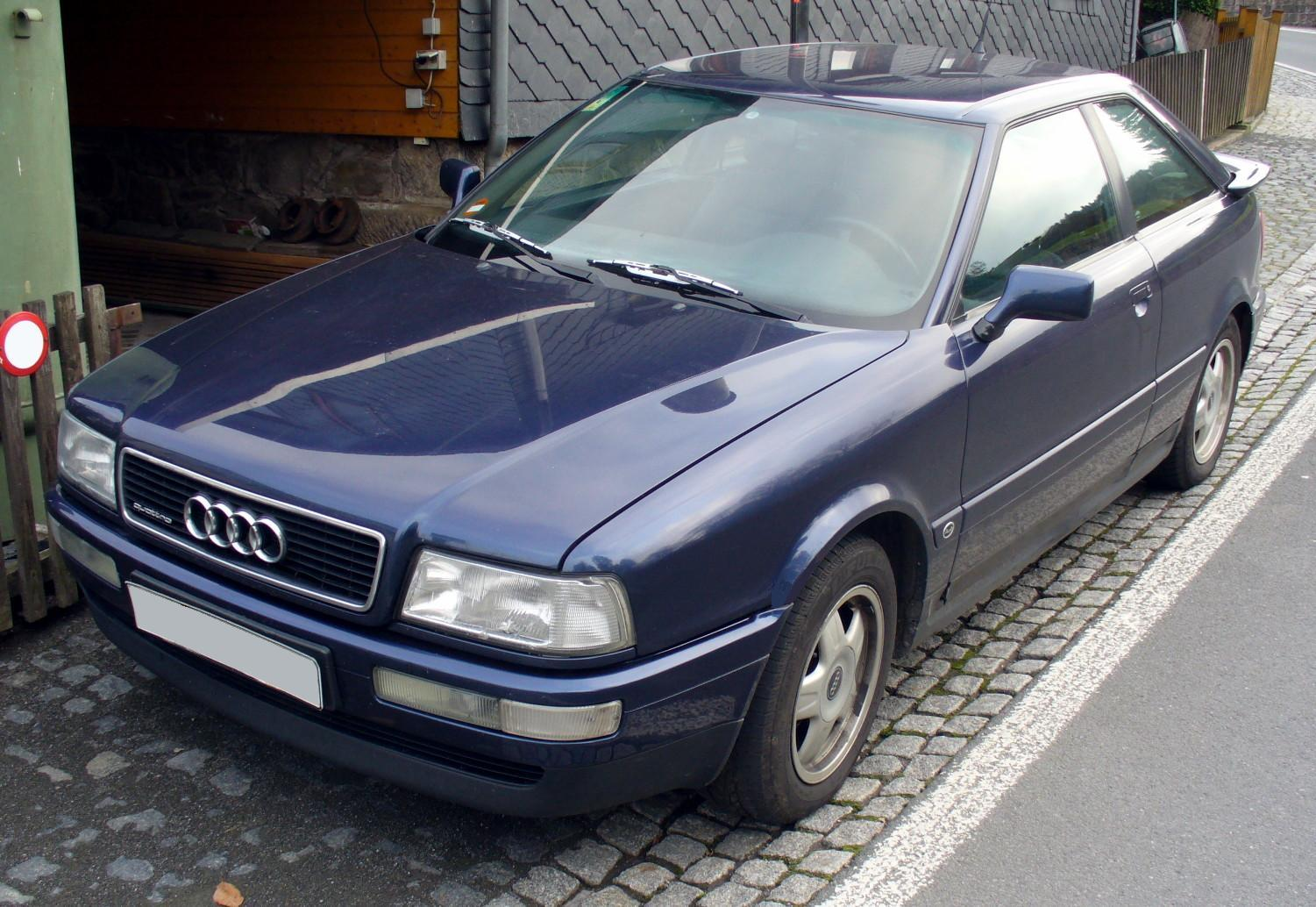
Audi Coupé B3 (Phase 2)
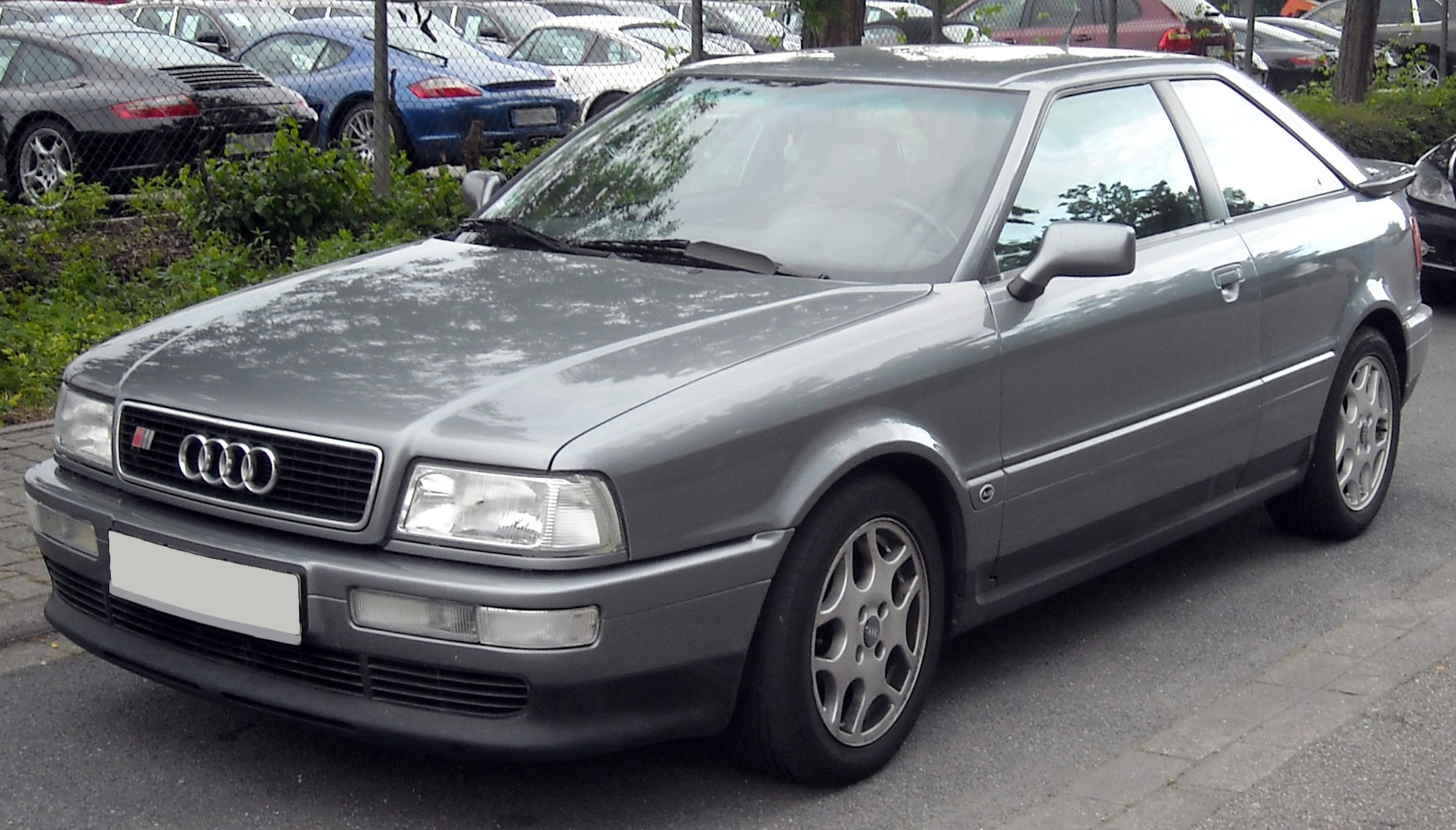
Audi Coupé S2
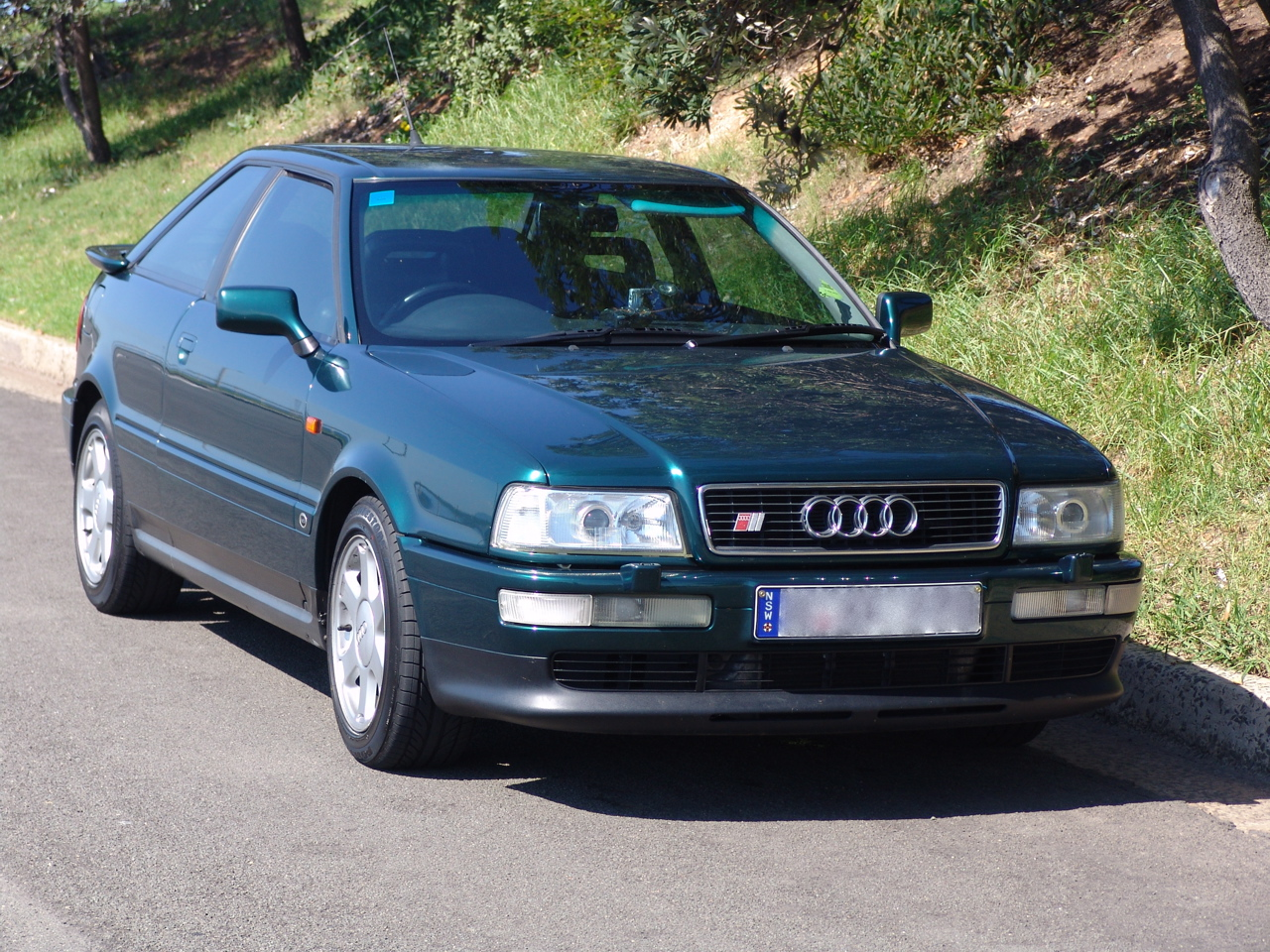
Audi Coupé S2
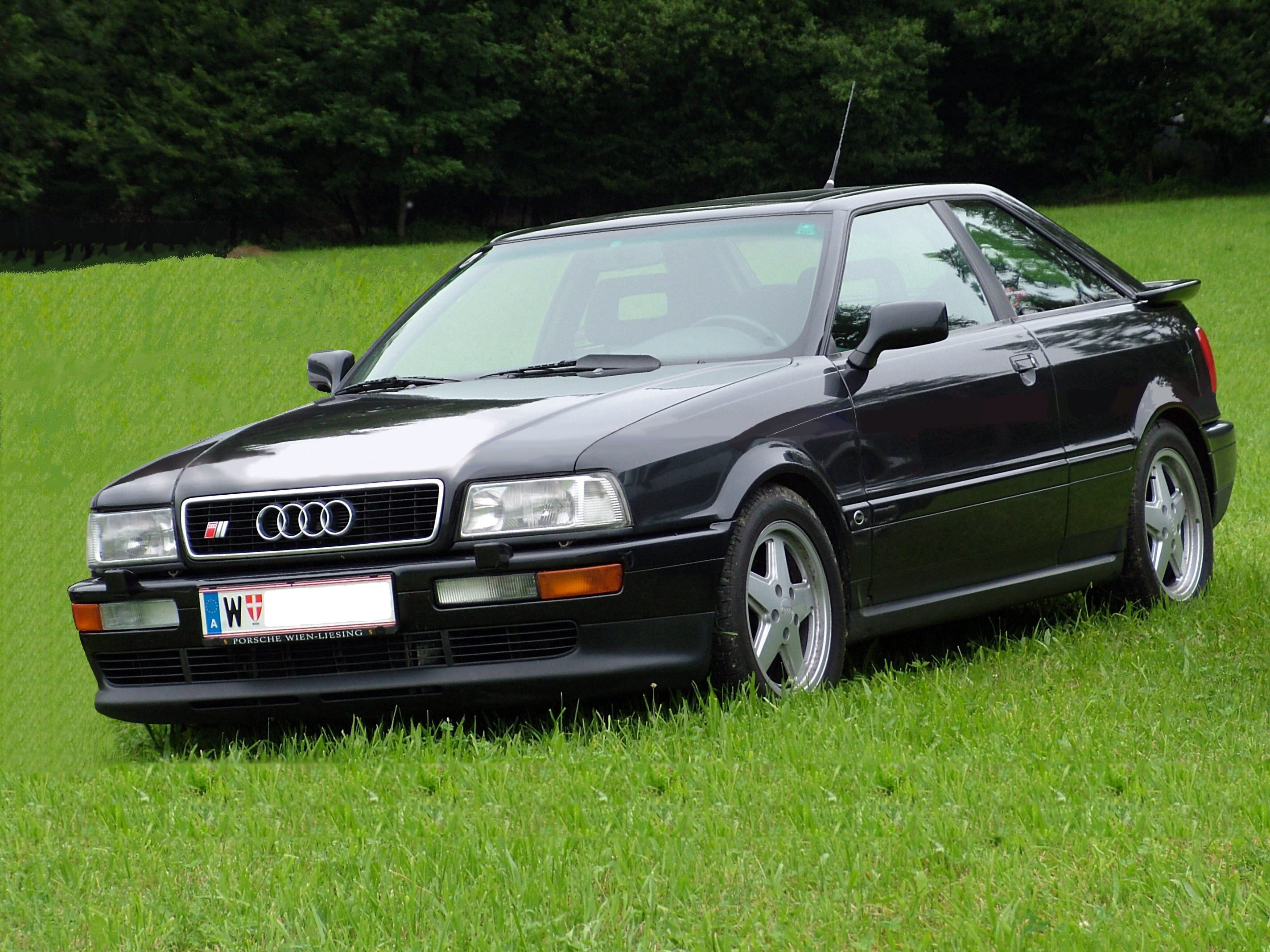
Audi Coupé S2
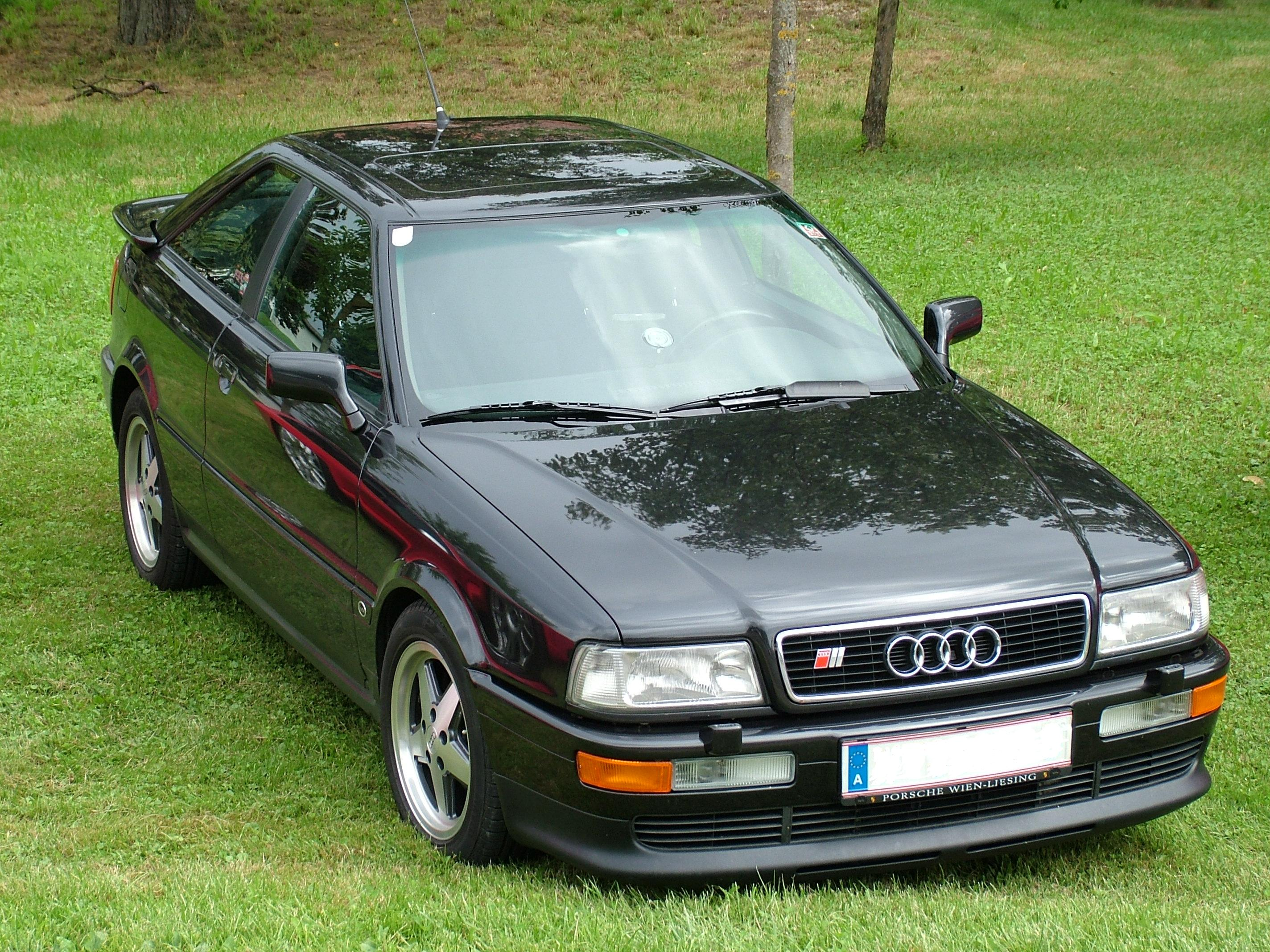
Audi Coupé S2
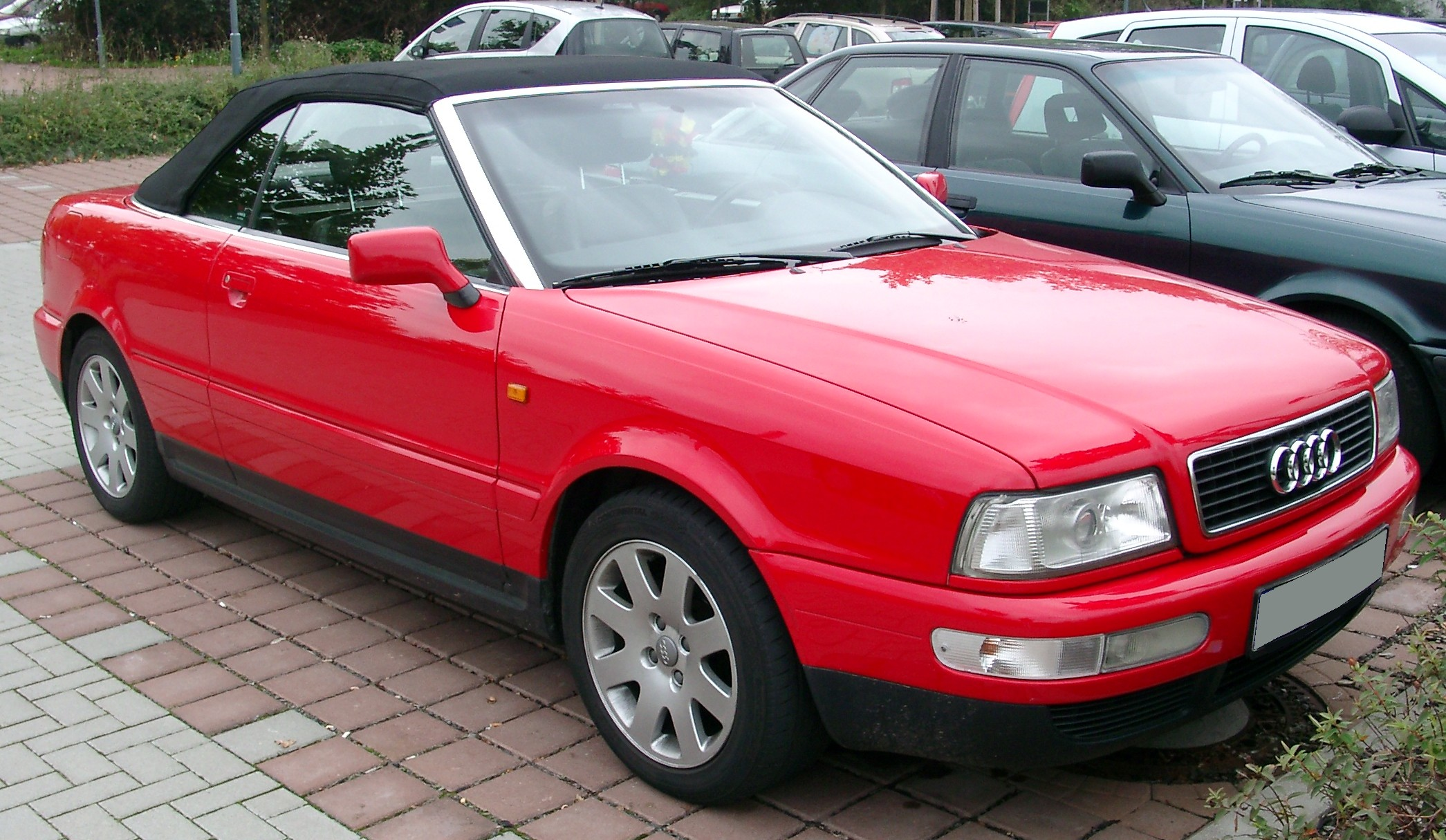
Audi 80 cabriolet type B3
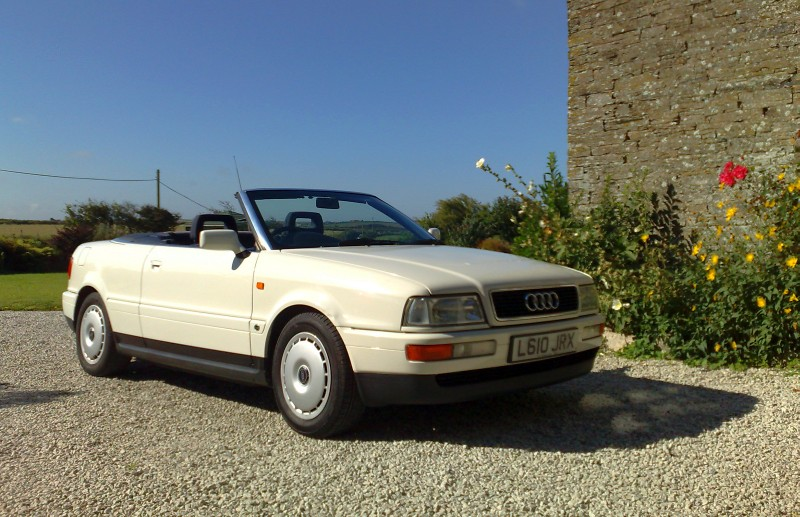
Audi 80 cabriolet type B3
Audi 90 cabriolet (version Amérique du Nord de l'Audi 80 cabriolet)

## Audi 80 B4
La quatrième (B4) et dernière génération n'est qu'une Audi 80 de troisième génération, dont le châssis a été revu. En effet, une grande partie de ce dernier a été conservée. La différence majeure est constituée par le nouveau train arrière (conception identique aux Volkswagen Passat et Volkswagen Golf contemporaines), ce qui a entrainé un allongement de l'empattement de 8 cm. Grâce à cette modification, le réservoir à carburant est en position horizontale sous la banquette arrière, les sièges arrière sont rabattables, le coffre est plat ainsi que plus profond et une version break (dénommée Avant et sortie en 1992) devient possible.
L'extérieur de la voiture est aussi proche de la troisième génération d'Audi 80 mais il y a plusieurs changements : les pare-chocs et le capot-moteur évoluent, la grille d'entrée d'air faisant désormais partie de ce dernier, les jantes 15' sont de série. De ce fait, son esthétique est proche de celle de l'Audi 100 C4.
À l'intérieur, des matériaux de qualité encore meilleure sont utilisés et le système d'aération/climatisation est modifié.
En Europe, les versions de luxe ou équipées de moteurs puissants ne sont plus vendues sous la dénomination Audi 90 mais conservent la dénomination Audi 80. En revanche, l'appellation 90 est conservée en Amérique du Nord (dénommée Audi 4000 précédemment).

### Motorisation de l'Audi 80 B4
Le 5 cylindres revient dans la gamme 80 dans son unique version 2.3l 133 ch, le haut de la gamme étant dorénavant occupé par le nouveau moteur V6 en 2.6l et 2.8l respectivement de 150 et 175 ch. En 1992, une version cabriolet fait son entrée sur le marché français mais il est en fait dérivé de la génération précédente (B3). Vendant principalement des motorisations diesel à partir de 1992, Audi l'a dotée d'un nouveau 1.9 TDI 90 ch.
| Appellation commerciale (berlines) | Types mines | Type moteur | Cylindrée (cm3)/puiss.(kW (ch) | Type transmission / nbr de rapports | Puiss.adm en France |
| ---------------------------------- | ----------- | ----------- | ------------------------------ | ----------------------------------- | ------------------- |
| 80 1.6                             | B4 ADA 2    | ADA         | 1595/74(101)                   | Méca 012/5                          | 7                   |
| 80 2.0 S                           | B4 ABT 2    | ABT         | 1984/66(90)                    | Méca 012/5                          | 8                   |
| 80 2.0 E                           | B4 ABK 2    | ABK         | 1984/85(115)                   | Méca 012/5                          | 10                  |
| 80 2.0 E Quattro                   | B4 ABK 2Q   | ABK         | 1984/85(115)                   | Méca 012/5                          | 11                  |
| 80 2.0 E Auto                      | B4 ABK 4    | ABK         | 1984/85(115)                   | Auto 097/4                          | 13                  |
| 80 2.0 16 V                        | B4 ACE 2    | ACE         | 1984/103(140)                  | Méca 012/5                          | 10                  |
| 80 2.0 16 V Quattro                | B4 ACE 2Q   | ACE         | 1984/103(140)                  | Méca 012/5                          | 11                  |
| 80 2.3 E                           | B4 NG 2     | NG          | 2309/98(133)                   | Méca 012/5                          | 12                  |
| 80 2.3 E Quattro                   | B4 NG 2Q    | NG          | 2309/98(133)                   | Méca 012/5                          | 16                  |
| 80 2.3 E Auto                      | B4 NG 4     | NG          | 2309/98(133)                   | Auto 097/4                          | 13                  |
| 80 2.6 E                           | B4 ABC 2    | ABC         | 2598/110(150)                  | Méca 012/5                          | 13                  |
| 80 2.6 E Quattro                   | B4 ABC 2    | ABC         | 2598/110(150)                  | Méca 012/5                          | 17                  |
| 80 2.6 E Auto                      | B4 ABC 4    | ABC         | 2598/110(150)                  | Auto 097/4                          | 15                  |
| 80 2.8 E                           | B4 AAH 2    | AAH         | 2771/128(174)                  | Méca 012/5                          | 14                  |
| 80 2.8 E Quattro                   | B4 AAH 2Q   | AAH         | 2771/128(174)                  | Méca 012/5                          | 17                  |
| 80 2.8 E Auto                      | B4 AAH 4    | AAH         | 2771/128(174)                  | Auto 097/4                          | 14                  |
| 80 1.9 TD                          | B4 AAZ 2    | AAZ         | 1896/55(75)                    | Méca 012/5                          | 6                   |
| 80 1.9 TDi                         | B4 1Z 2     | 1Z          | 1896/66(90)                    | Méca 012/5                          | 5                   |

### Audi 80 Design Édition
En 1994, Audi propose un modèle ultra-luxueux complétant la gamme 80 B4 TDi avec l'Audi 80 Design Édition, disponible en carrosserie Avant ou berline. Celle-ci propose une seule motorisation, le moteur 1.9 TDi 90 ch à transmission manuelle ou automatique. Les options extérieures et intérieures différent de l'Audi 80 classique :
- Peinture métallisée de série
- Jantes en alliage 10 branches chaussées en pneumatiques 195/65 R15
- Boucliers, baguettes latérales coques de rétroviseurs et poignées de portes couleur carrosserie
- Badge Design Édition sous le feu arrière droit et au montant de la portière avant droite
- Airbag conducteur de série
- Lecteur CD avec six haut-parleurs (donc 4 aux panneaux de portes arrière)
- Climatisation à régulation mécanique (Sans thermostat)
- Accoudoir central avant comportant un range-CD
- Antidémarrage électronique

Cette série limitée coûtait en concession moins chère qu'une 80 TDi classique ce qui constituait une bonne affaire. Cette version permettait à la clientèle fidèle d'attendre jusqu'à Février 1995, l'Audi A4 B5 avec qui elle partage son moteur et certains éléments esthétiques.

### La 80 Competition
La version routière qui développe 140 ch, (300 ch pour le modèle de course) est une des versions les plus rares de la génération B4, la version la plus rare étant bien sur la « S2 » en version berline (306 ex).
Elle reprend le châssis et le « kit carrosserie » de la version « S2 », et est équipée d'un becquet en aluminium sur la malle arrière et dispose en série d'une suspension sport (−40 mm) avec une transmission intégrale « Quattro », de jantes alliage 16" spécifiques ainsi que de l'ABS.
L'équipement intérieur est lui aussi spécifique puisqu'il est agrémenté de sièges baquet en tissus siglés « Quattro » provenant de la « S2 » de cadrans de contrôle supplémentaires (pression et température d'huile, voltmètre) provenant eux aussi de la « S2 » et possède une plaque aluminium « Audi sport compétition » sur la planche de bord côté passager.
En option il était possible d'avoir le toit ouvrant, les vitres électriques arrière, la climatisation, les sièges chauffants…
Elle était disponible uniquement en trois coloris de carrosserie le « rouge laser », l'« argent métallisé » et enfin le « noir volcan nacré », tous ces coloris sont issus de la gamme « Audi sport ».
Construite à 2500 exemplaires afin d'homologation du modèle de course et, comme l'exigeait le règlement DTM le modèle commercialisé doit être strictement identique à celui courant sur les circuits. Pour ce faire, et dans le but de respecter cela, tous les modèles étaient livrés avec un « kit piste » incluant un jeu de rehausses, un déflecteur en alu pour le spoiler du coffre ainsi qu'une lame pour le bouclier avant. Était remis à l’acquéreur à la livraison du véhicule neuf un document expliquant la raison de ces accessoires et un porte-clés reprenant la forme de la plaque alu du tableau de bord, à ceci près qu'il y était apposé le numéro du véhicule dans la série des 2500 exemplaires sur le recto, et au dos étaient gravés les deux casques des pilotes du DTM conduisant la 80 compétition en championnat ainsi que leurs deux signatures respectives. Il est à noter que le « kit piste » et le porte-clés sont devenus des objets très rares, (la plupart ayant été perdus) s'arrachant aujourd'hui à prix d'or par les possesseurs de la compétition.

### Audi S2 et RS2
Les Audi S2 et Audi RS2 sont des versions ultra-sportives de l'Audi 80 B3 Coupé et des berlines et break des Audi 80 B4. Construits entre 1991 et 1996, les berlines breaks et coupés portèrent l'appellation S2 alors qu'une version break (Avant) préparée par Porsche prit l'appellation RS2. (Il est à noter qu'une version de la RS2 fut produite en berline tricorps à seulement 2 exemplaires qui sont exposés dans le musée AUDI). Ces versions furent motorisées par un bloc 5 cylindres en ligne, doté d'un turbo refroidi par un échangeur air/air, ce qui lui permet de développer 220 ou 230 ch et jusqu'à 315 ch selon le modèle et l'année de production. Pour faire passer cette puissance, la transmission s'effectue par une boîte de vitesses manuelle, à 5 ou 6 rapports, reliée à une transmission intégrale.
| Modèle                                      | S2                                                              | S2                                                              | S2                                                              | S2                                                              |
| ------------------------------------------- | --------------------------------------------------------------- | --------------------------------------------------------------- | --------------------------------------------------------------- | --------------------------------------------------------------- |
| Période de production                       | 09/1990–09/1992                                                 | 09/1990–09/1992                                                 | 10/1992–12/1995                                                 | 10/1992–12/1995                                                 |
| Code moteur                                 | 3B                                                              | 3B                                                              | ABY                                                             | ABY                                                             |
| Cylindrée                                   | 2 226                                                           | 2 226                                                           | 2 226                                                           | 2 226                                                           |
| Alésage × Course                            | 81,0 × 86,4 mm                                                  | 81,0 × 86,4 mm                                                  | 81,0 × 86,4 mm                                                  | 81,0 × 86,4 mm                                                  |
| Architecture-moteur                         | Essence, 5 cylindres en ligne, refroidi par eau Turbo-compressé | Essence, 5 cylindres en ligne, refroidi par eau Turbo-compressé | Essence, 5 cylindres en ligne, refroidi par eau Turbo-compressé | Essence, 5 cylindres en ligne, refroidi par eau Turbo-compressé |
| Ventile                                     | 20                                                              | 20                                                              | 20                                                              | 20                                                              |
| Puissance max.                              | 162 kW (220 ch) à 5 900 tr/min                                  | 162 kW (220 ch) à 5 900 tr/min                                  | 169 kW (230 ch) à 5 900 tr/min                                  | 169 kW (230 ch) à 5 900 tr/min                                  |
| Transmission                                | 5 vitesses, manuelle                                            | 5 vitesses, manuelle                                            | 6 vitesses, manuelle                                            | 6 vitesses, manuelle                                            |
| Couple max.                                 | 309 N m à1950 tr/min                                            | 309 N m à1950 tr/min                                            | 350 N m à1950 tr/min                                            | 350 N m à1950 tr/min                                            |
| 0 à 100 km/h (Avant)                        | 6,1 s                                                           | 6,1 s                                                           | 5,9 s (6,2s)                                                    | 5,9 s (6,2s)                                                    |
| Vitesse max. (km/h) (Avant)                 | 248 (246)                                                       | 248 (246)                                                       | 248 (246)                                                       | 248 (246)                                                       |
| Consommation moyenne aux 100 km (normes CE) | 10,1 Super sans plomb 95                                        | 10,1 Super sans plomb 95                                        | 10,1 Super sans plomb 95                                        | 10,1 Super sans plomb 95                                        |
| Turbo-compression                           | 0,82 bar de surpression                                         | 0,82 bar de surpression                                         | 1,15 bar de surpression                                         | 1,15 bar de surpression                                         |
| Observations                                | Seulement sur le Coupé S2                                       | Seulement sur le Coupé S2                                       | Overboost (380 N m)                                             | Overboost (380 N m)                                             |

### Galerie

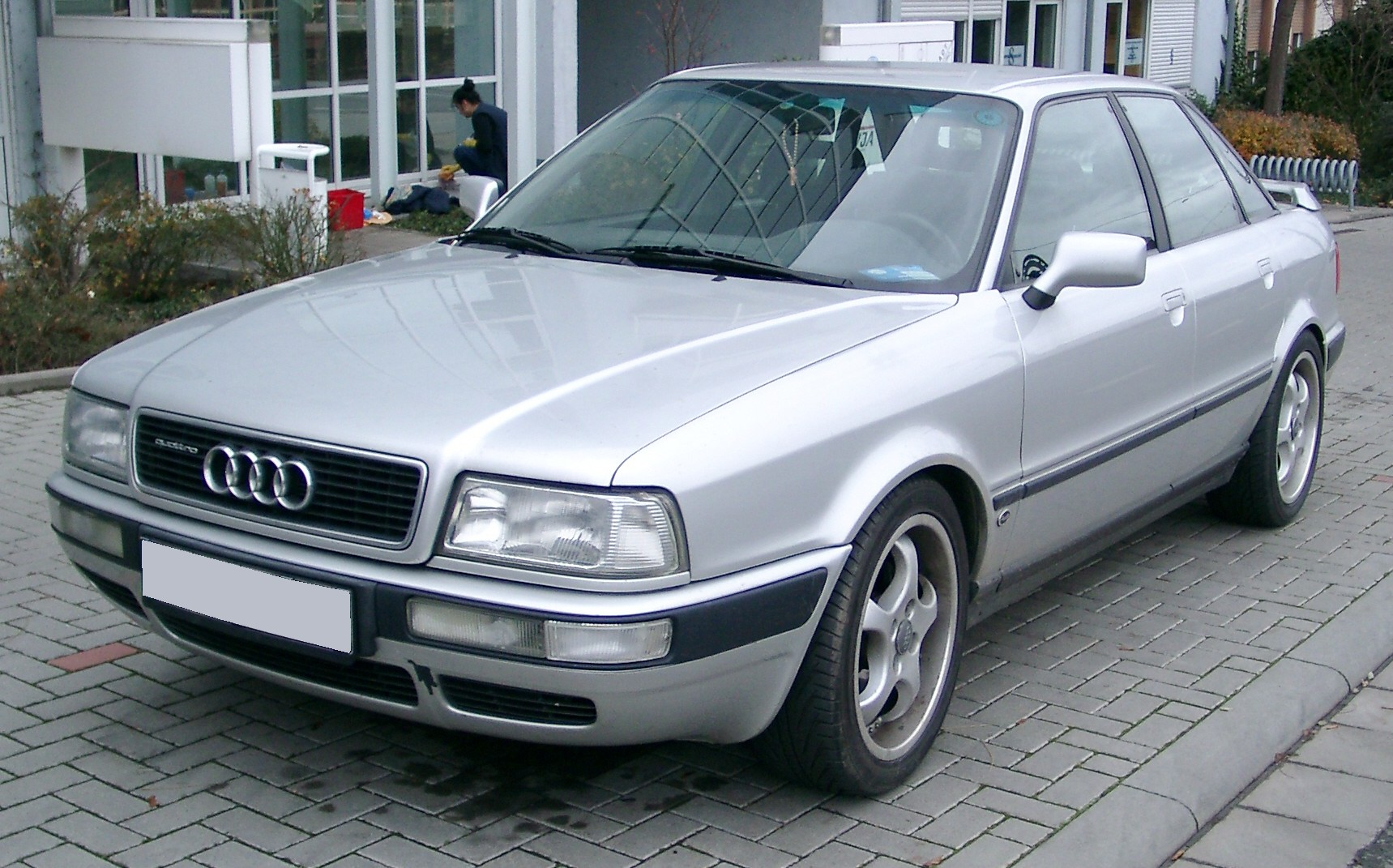
Audi 80 type B4
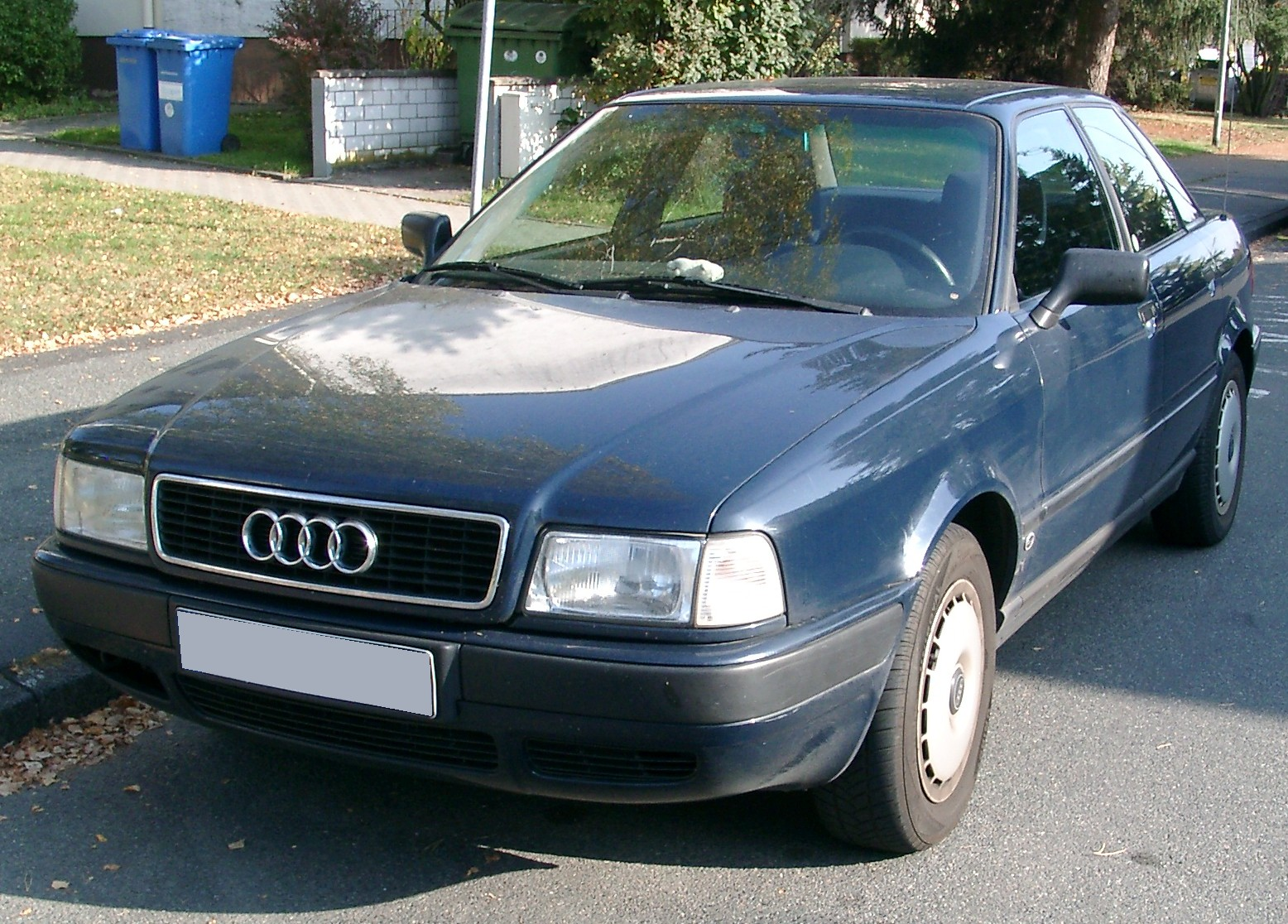
Audi 80 type B4
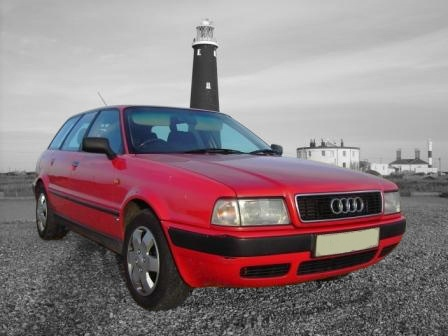
Audi 80 Avant (break) type B4
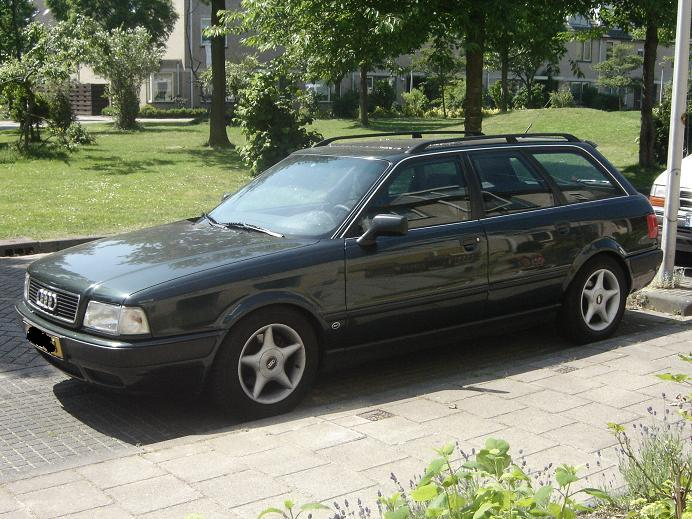
Audi 80 Avant (break) type B4
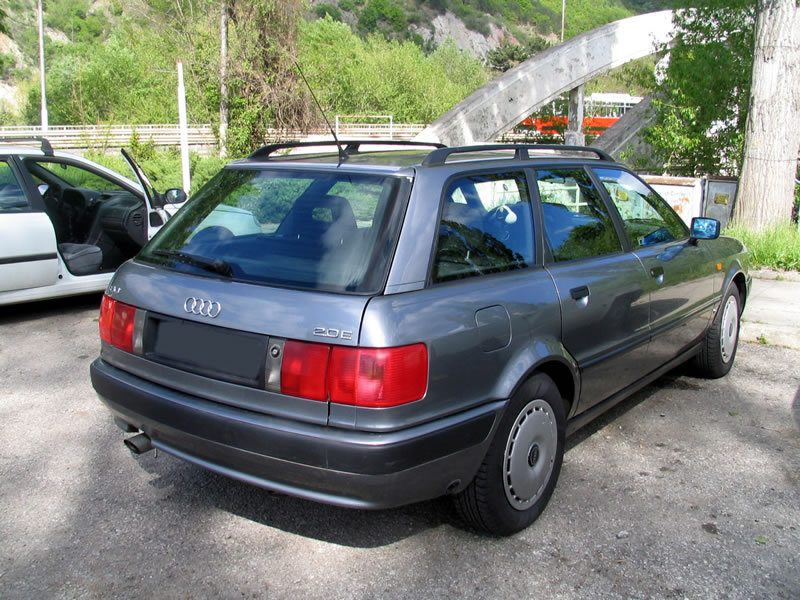
Audi 80 Avant type B4
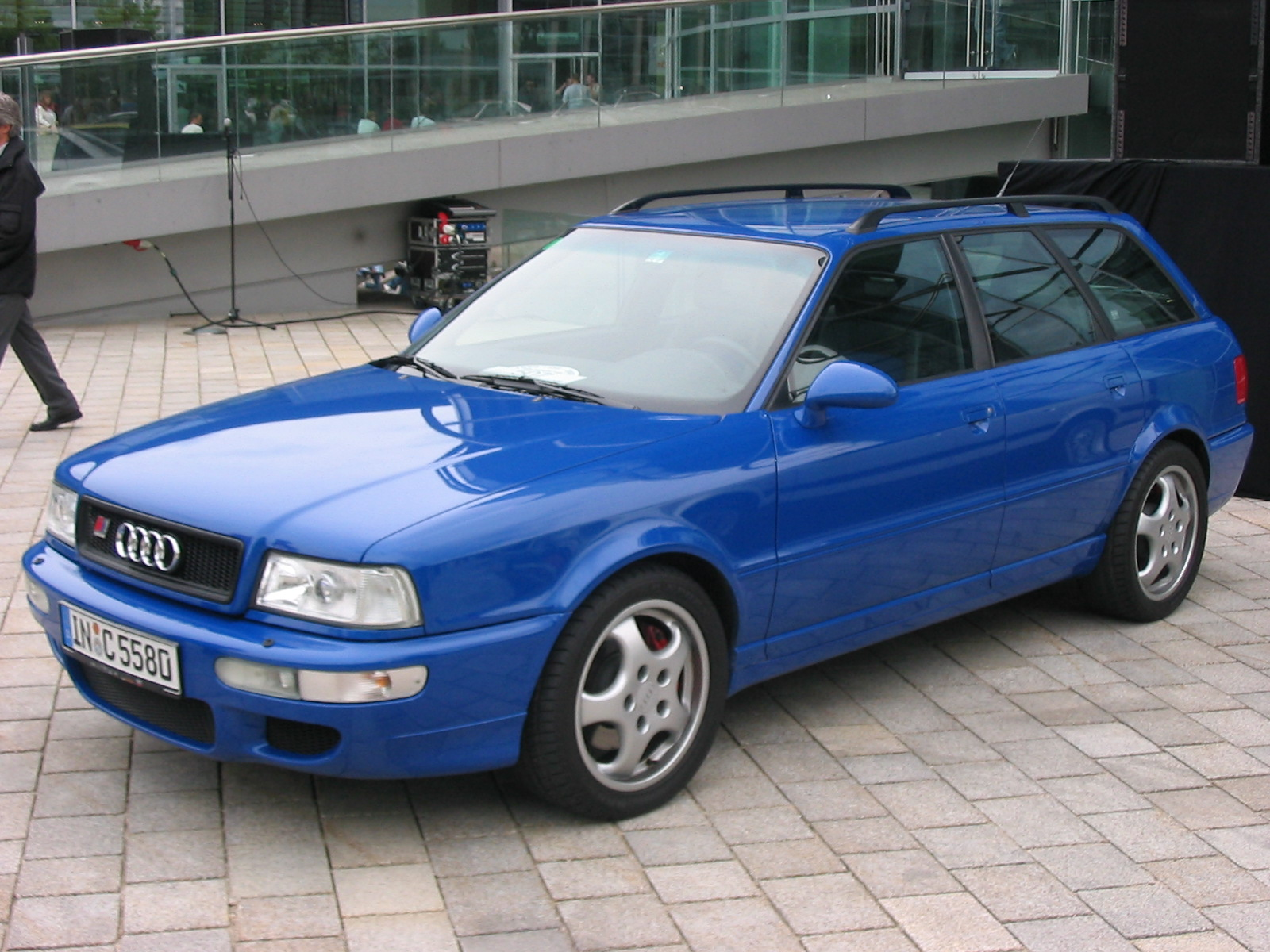
Audi RS2
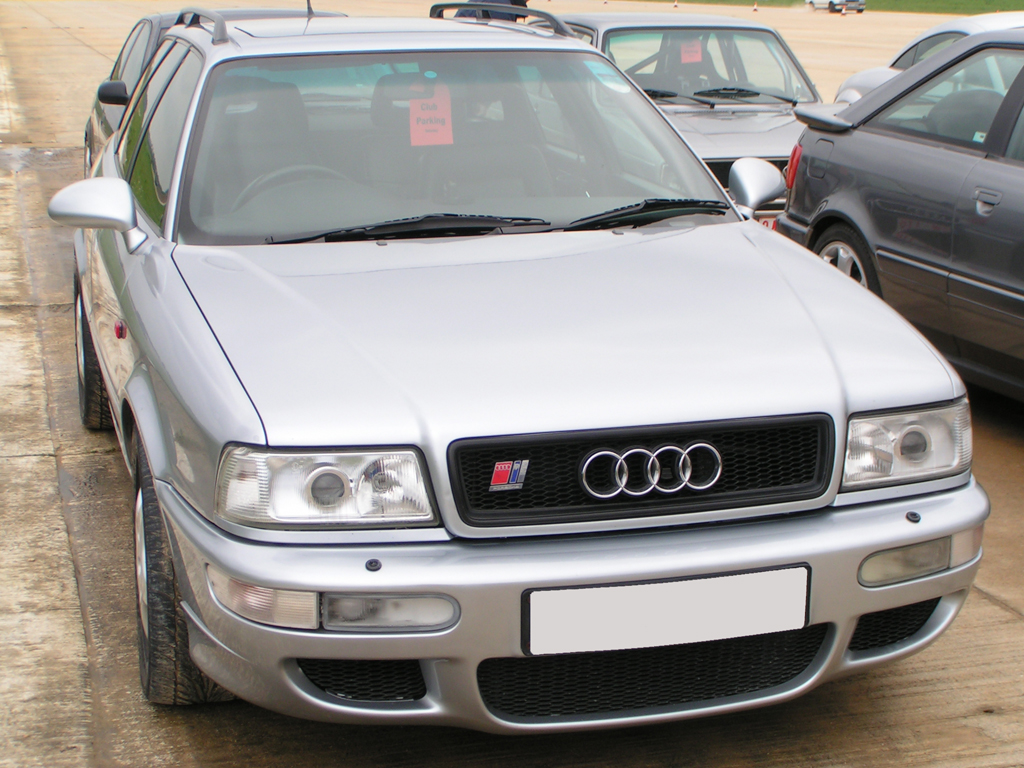
Audi RS2
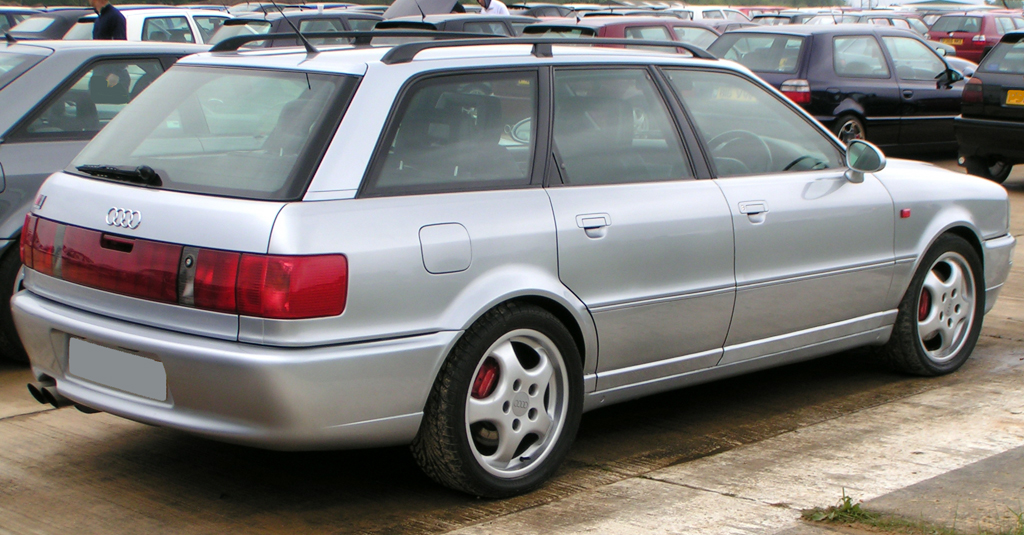
Audi RS2
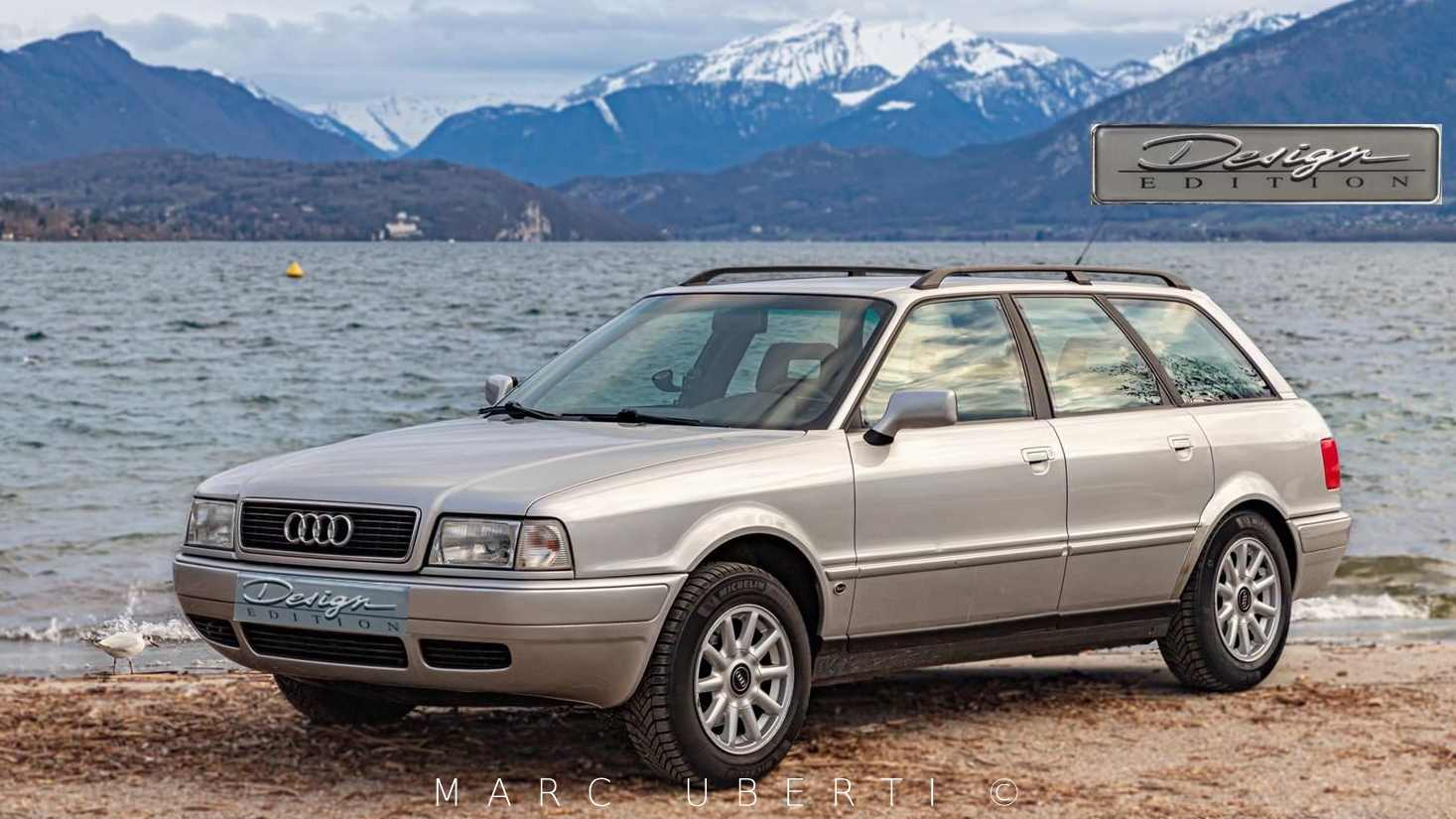
Audi 80 B4 Avant version "Design Édition" 1994-95